# Campeonato de Clausura 2021 (Costa Rica)
El Campeonato Clausura 2021 fue la 116.ª edición del campeonato de liga de la Primera División del fútbol costarricense, que concluye la temporada 2020-21.
Los cambios que se presentan para esta campaña son la eliminación de la gran final y el regreso del formato de veintidós jornadas en la etapa regular.
El dedicado de este torneo fue la Federación Costarricense de Fútbol en el año de su centenario y los 100 años de historia del fútbol costarricense.

## Sistema de competición
El torneo de la Liga Promerica está conformado en dos partes:
- Fase de clasificación: Se integra por las 22 jornadas del torneo.
- Fase final: Se integra por los partidos de semifinal y final.

### Fase de clasificación
En la fase de clasificación se observará el sistema de puntos. La ubicación en la tabla general está sujeta a lo siguiente:
- Por juego ganado se obtendrán tres puntos.
- Por juego empatado se obtendrá un punto.
- Por juego perdido no se otorgan puntos.

En esta fase participan los 12 clubes de la Liga Promerica jugando en cada torneo todos contra todos durante las 22 jornadas respectivas, a visita recíproca.
El orden de los clubes al final de la fase de calificación del torneo corresponderá a la suma de los puntos obtenidos por cada uno de ellos y se presentará en forma descendente. Si al finalizar las 22 jornadas del torneo, dos o más clubes estuviesen empatados en puntos, su posición en la tabla general será determinada atendiendo a los siguientes criterios de desempate:
1. Mayor diferencia positiva general de goles. Este resultado se obtiene mediante la sumatoria de los goles anotados a todos los rivales, en cada campeonato menos los goles recibidos de estos.
2. Mayor cantidad de goles a favor, anotados a todos los rivales dentro de la misma competencia.
3. Mejor puntuación particular que hayan conseguido en las confrontaciones particulares entre ellos mismos.
4. Mayor diferencia positiva particular de goles, la cual se obtiene sumando los goles de los equipos empatados y restándole los goles recibidos.
5. Mayor cantidad de goles a favor que hayan conseguido en las confrontaciones entre ellos mismos.
6. Como última alternativa, la UNAFUT realizaría un sorteo para el desempate.

### Fase final
Los cuatro clubes calificados para esta fase del torneo serán reubicados de acuerdo con el lugar que ocupen en la tabla general al término de la jornada 22, con el puesto del número uno al club mejor clasificado, y así hasta el número cuatro. Los partidos a esta fase se desarrollarán a visita, en las siguientes etapas:
- Semifinales
- Final

Los clubes vencedores en los partidos de semifinal serán aquellos que en los dos juegos anoten el mayor número de goles. De existir empate en el número de goles anotados, la posición se definirá a favor del club con mayor cantidad de goles a favor cuando actúe como visitante. Si persiste la igualdad en los marcadores, se darán treinta minutos de tiempo suplementario en los cuales ya no valdría la regla de gol de visita. Los equipos tendrán derecho a una sustitución adicional y si vuelve a haber empate, los lanzamientos desde el punto de penal definirán al vencedor.
Los partidos de semifinales se jugarán de la siguiente manera:
En la final participarán los dos clubes vencedores de las semifinales, donde el equipo que cierra la serie será aquel que haya conseguido la mejor posición en la tabla. El ganador se asegura un cupo a los octavos de final de la Liga Concacaf 2021.

### Liguilla del no descenso
El descenso a la segunda categoría se define entre el equipo que perdió la liguilla del Apertura 2020 y el último lugar de la etapa regular del Clausura. Si un mismo club cumple ambas condiciones es relegado automáticamente.

## Equipos participantes

### Equipos por provincia
Para la temporada 2020-21, la provincia con más equipos en la Primera División es San José con cuatro.
| Saprissa Sporting Herediano Guadalupe Grecia Alajuelense San Carlos Pérez Zeledón Cartaginés Limón Santos Jicaral |

| Provincia  | N.º | Equipos                                       |
| ---------- | --- | --------------------------------------------- |
| San José   | 4   | Guadalupe, Pérez Zeledón, Saprissa y Sporting |
| Alajuela   | 3   | Alajuelense, Grecia y San Carlos              |
| Limón      | 2   | Limón y Santos                                |
| Cartago    | 1   | Cartaginés                                    |
| Heredia    | 1   | Herediano                                     |
| Puntarenas | 1   | Jicaral                                       |

### Información de los equipos
| Equipo        | Ciudad                   | Entrenador                 | Capitán           | Estadio                 | Aforo  | Proveedor        | Patrocinador principal (en la equipación) | Transmisión (televisora principal) |
| ------------- | ------------------------ | -------------------------- | ----------------- | ----------------------- | ------ | ---------------- | ----------------------------------------- | ---------------------------------- |
| Alajuelense   | Alajuela                 | Andrés Carevic             | Bryan Ruiz        | Morera Soto             | 17 700 | Kelme            | Kölbi                                     | FUTV                               |
| Cartaginés    | Cartago                  | Géiner Segura              | Mauricio Montero  | "Fello" Meza            | 8 831  | Capelli Sport    | Mucap                                     | FUTV                               |
| Grecia        | Grecia                   | Johnny Chaves              | José Vargas       | Allen Riggioni          | 4 000  | Living Sport     | Super Rosvil                              | FUTV                               |
| Guadalupe     | Guadalupe                | Alexander José Vargas      | Darío Delgado     | "Coyella" Fonseca       | 4 200  | ProSport         | Tigo                                      | Tigo Sports                        |
| Herediano     | Heredia                  | Luis Marín                 | Yeltsin Tejeda    | Nacional                | 35 100 | Umbro            | Don Pedro                                 | FUTV                               |
| Jicaral       | Jicaral                  | Martín Arriola             | Kevin Fajardo     | Asoc. Cívica Jicaraleña | 1 500  | Joma             | Tigo                                      | Tigo Sports                        |
| Limón         | Limón                    | Ricardo Allen              | Marvin Esquivel   | Ebal Rodríguez          | 3 300  | Living Sport     | Celso Gamboa & Asoc.                      | FUTV                               |
| Pérez Zeledón | San Isidro de El General | Paulo Wanchope             | Henrique          | Municipal               | 3 259  | Textiles JB      | Transportes Arguedas                      | FUTV                               |
| San Carlos    | Ciudad Quesada           | Gustavo Martínez           | Álvaro Saborío    | Carlos Ugalde           | 4 000  | Uhlsport         | Tigo                                      | Tigo Sports                        |
| Santos        | Guápiles                 | Erick Rodríguez Santamaría | Osvaldo Rodríguez | Ebal Rodríguez          | 3 300  | Roots Sports     | Tigo                                      | Tigo Sports                        |
| Saprissa      | San Juan de Tibás        | Mauricio Wright            | Mariano Torres    | Ricardo Saprissa        | 20 558 | Kappa            | BAC Credomatic                            | FUTV                               |
| Sporting      | Pavas                    | José Giacone               | Bryan Vega        | Ernesto Rohrmoser       | 3 000  | Roma Sports Gear | Dos Pinos                                 | Tigo Sports                        |

#### Relevo de entrenadores
| Equipo        | Entrenador (Jornadas)         | Fecha de vacante | Tipo de despido            | Posición en la tabla | Entrenador entrante        | Fecha de nombramiento |
| ------------- | ----------------------------- | ---------------- | -------------------------- | -------------------- | -------------------------- | --------------------- |
| Jicaral       | José Giacone (Pretemporada)   | 14 de diciembre  | Firmado por el Sporting    | Pretemporada         | Martín Arriola             | 15 de diciembre       |
| Sporting      | Randall Row (Pretemporada)    | 16 de diciembre  | Movido a gerente deportivo | Pretemporada         | José Giacone               | 14 de diciembre       |
| Grecia        | José Rodríguez (Pretemporada) | 18 de diciembre  | Fin del interinato         | Pretemporada         | Gilberto Martínez          | 18 de diciembre       |
| Grecia        | Gilberto Martínez (1-14)      | 24 de marzo      | Rescisión de contrato      | 8°                   | Johnny Chaves              | 25 de marzo           |
| Herediano     | Jafet Soto (Pretemporada)     | 21 de diciembre  | Vuelve a gerente deportivo | Pretemporada         | Fernando Palomeque         | 21 de diciembre       |
| Herediano     | Fernando Palomeque (1-6)      | 3 de febrero     | Rescisión de contrato      | 12°                  | Pablo Salazar              | 3 de febrero          |
| Herediano     | Pablo Salazar (7)             | 8 de febrero     | Fin del interinato         | 9°                   | Luis Marín                 | 8 de febrero          |
| Limón         | Luis Fallas (1)               | 16 de enero      | Renuncia                   | 12°                  | Ricardo Allen              | 16 de enero           |
| Limón         | Ricardo Allen (2-4)           | 26 de enero      | Fin del interinato         | 12°                  | Daniel Casas               | 27 de enero           |
| Limón         | Daniel Casas (5-21)           | 2 de mayo        | Rescisión del contrato     | 12°                  | Ricardo Allen              | 3 de mayo             |
| Pérez Zeledón | Johnny Chaves (1-5)           | 2 de febrero     | Rescisión de contrato      | 10°                  | Paulo Wanchope             | 2 de febrero          |
| Santos        | Luis Marín (1-7)              | 7 de febrero     | Firmado por el Herediano   | 2°                   | Erick Rodríguez Santamaría | 8 de febrero          |
| Saprissa      | Walter Centeno (1-7)          | 7 de febrero     | Rescisión de contrato      | 5°                   | Roy Myers                  | 8 de febrero          |
| Saprissa      | Roy Myers (8-18)              | 18 de abril      | Rescisión de contrato      | 7°                   | Marco Herrera              | 18 de abril           |
| Saprissa      | Marco Herrera (19)            | 21 de abril      | Fin del interinato         | 3°                   | Mauricio Wright            | 20 de abril           |
| San Carlos    | Jeaustin Campos (1-10)        | 28 de febrero    | Renuncia                   | 9°                   | Gustavo Martínez           | 2 de marzo            |
| Cartaginés    | Hernán Medford (1-17)         | 12 de abril      | Rescisión de contrato      | 7°                   | Danny Fonseca              | 12 de abril           |
| Cartaginés    | Danny Fonseca (18-19)         | 20 de abril      | Fin del interinato         | 5°                   | Géiner Segura              | 20 de abril           |

## Estadios
|                                                                                   |                                                                                                |                                                                                        |
|                                                                                   |                                                                                                |                                                                                        |
| Estadio Nacional Ciudad: San José Capacidad: 35 100 Club: Herediano               | Estadio Ricardo Saprissa Ciudad: Tibás, San José Capacidad: 20 558 Club: Saprissa              | Estadio Morera Soto Ciudad: Alajuela Capacidad: 17 700 Club: Alajuelense               |
|                                                                                   |                                                                                                |                                                                                        |
| Estadio "Fello" Meza Ciudad: Cartago Capacidad: 8 831 Club: Cartaginés            | Estadio "Coyella" Fonseca Ciudad: Goicoechea, San José Capacidad: 4 200 Club: Guadalupe        | Estadio Carlos Ugalde Ciudad: San Carlos, Alajuela Capacidad: 4 000 Club: San Carlos   |
|                                                                                   |                                                                                                |                                                                                        |
| Estadio Allen Riggioni Ciudad: Grecia, Alajuela Capacidad: 4 000 Club: Grecia     | Estadio Ebal Rodríguez Ciudad: Guápiles, Limón Capacidad: 3 300 Clubes: Santos y Limón         | Estadio Municipal Ciudad: Pérez Zeledón, San José Capacidad: 3 259 Club: Pérez Zeledón |
|                                                                                   |                                                                                                |                                                                                        |
| Estadio Ernesto Rohrmoser Ciudad: Pavas, San José Capacidad: 3 000 Club: Sporting | Cancha Asociación Cívica Jicaraleña Ciudad: Jicaral, Puntarenas Capacidad: 1 500 Club: Jicaral |                                                                                        |

## Justicia deportiva
Los árbitros de cada partido son designados por una comisión creada para tal objetivo e integrada por representantes de la Federación Costarricense de Fútbol. Para este torneo, los colegiados de la categoría son los siguientes (se muestra entre paréntesis su nombramiento internacional y el año desde que recibieron la distinción). Los árbitros que no pasen las pruebas físicas previo al inicio del torneo serán excluidos del mismo por un periodo determinado hasta que logren la aprobación.
- Adrián Chinchilla Chaves
- Brayan Cruz Miranda
- Cristian Rodríguez Rodríguez
- Hugo Cruz Alvarado
- Keylor Herrera Villalobos (árbitro FIFA) (2019)
- Andrey Vega Chinchilla
- Jesús Montero Fuentes
- Pedro Navarro Torres
- Reinaldo Sequeira Fallas
- Allen Quirós Núñez
- Rigo Prendas González
- Danny Lobo Rodríguez
- David Gómez Araya
- Geiner Zúñiga Molina
- Benjamín Pineda Ávila (árbitro FIFA) (2019)
- Carlos Salazar Obando
- Christian Hernández Arias
- Henry Bejarano Matarrita (árbitro FIFA) (2011)
- Jimmy Torres Taylor
- Juan Gabriel Calderón (árbitro FIFA) (2017)
- Ricardo Montero Araya (árbitro FIFA) (2011)
- Steven Madrigal Fallas
- William Matus Vargas
- Néstor Fabián Pitana

### Uniformes
| Uniforme Arbitral Rosa | Uniforme Arbitral Amarillo | Uniforme Arbitral Naranja | Uniforme Arbitral Gris |

## Fase de clasificación

### Tabla de posiciones
| Pos. | Equipo             | Pts. | PJ | G  | E  | P  | GF | GC | Dif. |                                        |
| ---- | ------------------ | ---- | -- | -- | -- | -- | -- | -- | ---- | -------------------------------------- |
| 1    | L. D. Alajuelense  | 50   | 22 | 14 | 8  | 0  | 49 | 12 | +37  | Octavos de final de Liga Concacaf 2021 |
| 2    | Santos de Guápiles | 36   | 22 | 10 | 6  | 6  | 36 | 29 | +7   | Fase preliminar de Liga Concacaf 2021  |
| 3    | C. S. Herediano    | 30   | 22 | 7  | 9  | 6  | 35 | 29 | +6   | Clasifica a semifinales                |
| 4    | Deportivo Saprissa | 29   | 22 | 6  | 11 | 5  | 31 | 29 | +2   | Octavos de final de Liga Concacaf 2021 |
| 5    | A. D. San Carlos   | 29   | 22 | 7  | 8  | 7  | 21 | 24 | −3   |                                        |
| 6    | A. D. R. Jicaral   | 28   | 22 | 6  | 10 | 6  | 21 | 24 | −3   |                                        |
| 7    | Pérez Zeledón      | 28   | 22 | 6  | 10 | 6  | 22 | 29 | −7   |                                        |
| 8    | C. S. Cartaginés   | 26   | 22 | 6  | 8  | 8  | 23 | 27 | −4   |                                        |
| 9    | Municipal Grecia   | 23   | 22 | 4  | 11 | 7  | 22 | 29 | −7   |                                        |
| 10   | Sporting F. C.     | 23   | 22 | 6  | 5  | 11 | 18 | 31 | −13  |                                        |
| 11   | Guadalupe F. C.    | 22   | 22 | 4  | 10 | 8  | 33 | 31 | +2   |                                        |
| 12   | Limón F. C.        | 21   | 22 | 5  | 6  | 11 | 25 | 42 | −17  |                                        |

 Fuente: Liga Promerica
Notas:
1. ↑  Sporting no puede acceder a puestos de clasificación debido a su derrota en la liguilla del no descenso en el Apertura 2020.[44]
2. ↑  Limón ocupará un lugar por debajo en caso de igualdad de puntos y diferencia de goles por incumplimiento en el pago de obligaciones en la fecha 1 del  Clausura 2021.

|  | Clasifica a semifinales.     |
|  | Liguilla por el no descenso. |

### Evolución
| Jornada       | 1  | 2  | 3  | 4  | 5  | 6  | 7  | 8  | 9  | 10 | 11 | 12 | 13 | 14 | 15 | 16 | 17 | 18 | 19 | 20 | 21 | 22 |
| Equipo        |    |    |    |    |    |    |    |    |    |    |    |    |    |    |    |    |    |    |    |    |    |    |
| ------------- | -- | -- | -- | -- | -- | -- | -- | -- | -- | -- | -- | -- | -- | -- | -- | -- | -- | -- | -- | -- | -- | -- |
| Alajuelense   | 2  | 1  | 2  | 1  | 1  | 1  | 1  | 1  | 1  | 1  | 1  | 1  | 1  | 1  | 1  | 1  | 1  | 1  | 1  | 1  | 1  | 1  |
| Santos        | 10 | 6  | 7  | 6  | 5  | 4  | 2  | 3  | 4  | 4  | 4  | 2  | 2  | 2  | 2  | 2  | 2  | 2  | 2  | 2  | 2  | 2  |
| Herediano     | 9  | 10 | 11 | 11 | 11 | 12 | 9  | 8  | 9  | 10 | 5  | 5  | 6  | 4  | 4  | 4  | 4  | 6  | 5  | 5  | 4  | 3  |
| Saprissa      | 7  | 8  | 10 | 5  | 3  | 5  | 4  | 2  | 2  | 2  | 2  | 3  | 3  | 3  | 3  | 3  | 3  | 7  | 3  | 3  | 3  | 4  |
| San Carlos    | 6  | 4  | 1  | 3  | 4  | 3  | 5  | 7  | 7  | 9  | 8  | 9  | 8  | 6  | 6  | 6  | 8  | 5  | 7  | 8  | 6  | 5  |
| Jicaral       | 5  | 7  | 4  | 2  | 2  | 2  | 3  | 4  | 3  | 3  | 3  | 4  | 4  | 5  | 5  | 5  | 5  | 3  | 4  | 6  | 7  | 6  |
| Pérez Zeledón | 11 | 11 | 9  | 9  | 10 | 10 | 10 | 11 | 12 | 12 | 11 | 11 | 11 | 12 | 12 | 12 | 12 | 10 | 8  | 4  | 8  | 7  |
| Cartaginés    | 4  | 2  | 3  | 4  | 6  | 6  | 8  | 7  | 10 | 6  | 6  | 8  | 7  | 7  | 7  | 7  | 7  | 4  | 6  | 7  | 5  | 8  |
| Grecia        | 8  | 9  | 8  | 8  | 7  | 8  | 6  | 5  | 5  | 5  | 7  | 6  | 5  | 8  | 9  | 9  | 9  | 11 | 9  | 10 | 10 | 9  |
| Sporting      | 3  | 3  | 5  | 10 | 9  | 9  | 11 | 9  | 8  | 11 | 12 | 12 | 12 | 11 | 11 | 10 | 10 | 12 | 11 | 9  | 9  | 10 |
| Guadalupe     | 1  | 5  | 6  | 7  | 8  | 7  | 8  | 6  | 6  | 8  | 10 | 7  | 9  | 10 | 10 | 11 | 11 | 9  | 12 | 12 | 11 | 11 |
| Limón         | 12 | 12 | 12 | 12 | 12 | 11 | 12 | 12 | 11 | 7  | 9  | 10 | 10 | 9  | 8  | 8  | 6  | 8  | 10 | 11 | 12 | 12 |

### Resumen de resultados
| Local / Visita     | JIC   | ADSC  | CSC   | CSH   | SAP   | GFC   | LDA   | LIM   | GRE   | MPZ   | SAN   | SSJ   |
| ------------------ | ----- | ----- | ----- | ----- | ----- | ----- | ----- | ----- | ----- | ----- | ----- | ----- |
| A. D. R. Jicaral   |       | 1 - 1 | 1 - 0 | 2 - 0 | 0 - 0 | 3 - 2 | 1 - 1 | 2 - 0 | 1 - 0 | 1 - 1 | 0 - 1 | 1 - 2 |
| A. D. San Carlos   | 0 - 0 |       | 1 - 1 | 2 - 1 | 2 - 0 | 1 - 0 | 0 - 1 | 0 - 3 | 1 - 4 | 0 - 1 | 1 - 0 | 0 - 0 |
| C. S. Cartaginés   | 1 - 1 | 1 - 1 |       | 1 - 2 | 0 - 0 | 2 - 1 | 1 - 1 | 1 - 1 | 2 - 0 | 0 - 0 | 1 - 0 | 0 - 1 |
| C. S. Herediano    | 2 - 2 | 0 - 1 | 1 - 2 |       | 2 - 2 | 2 - 2 | 1 - 1 | 2 - 0 | 1 - 1 | 1 - 1 | 2 - 1 | 2 - 1 |
| Deportivo Saprissa | 2 - 2 | 1 - 1 | 4 - 1 | 1 - 0 |       | 1 - 1 | 0 - 5 | 4 - 2 | 1 - 2 | 1 - 1 | 3 - 1 | 4 - 0 |
| Guadalupe F. C.    | 0 - 0 | 1 - 2 | 0 - 3 | 2 - 2 | 2 - 2 |       | 1 - 3 | 3 - 0 | 1 - 1 | 0 - 1 | 2 - 4 | 0 - 0 |
| L. D. Alajuelense  | 3 - 0 | 1 - 1 | 4 - 1 | 1 - 1 | 3 - 1 | 0 - 0 |       | 0 - 0 | 3 - 0 | 2 - 0 | 1 - 1 | 3 - 0 |
| Limón F. C.        | 2 - 1 | 0 - 3 | 1 - 1 | 0 - 2 | 1 - 2 | 1 - 7 | 0 - 2 |       | 0 - 0 | 1 - 1 | 3 - 2 | 3 - 1 |
| Municipal Grecia   | 2 - 0 | 2 - 1 | 1 - 2 | 1 - 4 | 0 - 0 | 0 - 0 | 1 - 4 | 2 - 2 |       | 0 - 0 | 1 - 2 | 1 - 1 |
| Pérez Zeledón      | 1 - 2 | 1 - 1 | 2 - 1 | 0 - 3 | 1 - 1 | 1 - 3 | 1 - 5 | 3 - 2 | 1 - 1 |       | 1 - 1 | 3 - 1 |
| Santos de Guápiles | 3 - 0 | 3 - 1 | 1 - 0 | 2 - 2 | 1 - 1 | 2 - 2 | 0 - 3 | 3 - 2 | 2 - 2 | 2 - 0 |       | 3 - 1 |
| Sporting F. C.     | 0 - 0 | 2 - 0 | 3 - 1 | 3 - 2 | 1 - 0 | 0 - 3 | 1 - 2 | 0 - 1 | 0 - 0 | 0 - 1 | 0 - 1 |       |

|  | Victoria del equipo local     |
|  | Empate                        |
|  | Victoria del equipo visitante |

## Tabla general

### Acumulada de la temporada
| Pos. | Equipo             | Pts. | PJ | G  | E  | P  | GF | GC | Dif. |  |
| ---- | ------------------ | ---- | -- | -- | -- | -- | -- | -- | ---- |  |
| 1    | L. D. Alajuelense  | 87   | 38 | 26 | 9  | 3  | 85 | 30 | +55  |  |
| 2    | Deportivo Saprissa | 59   | 38 | 15 | 14 | 9  | 60 | 45 | +15  |  |
| 3    | C. S. Herediano    | 56   | 38 | 14 | 14 | 10 | 62 | 48 | +14  |  |
| 4    | C. S. Cartaginés   | 55   | 38 | 15 | 10 | 13 | 55 | 43 | +12  |  |
| 5    | Santos de Guápiles | 50   | 38 | 12 | 14 | 12 | 48 | 53 | −5   |  |
| 6    | A. D. San Carlos   | 52   | 38 | 13 | 13 | 12 | 35 | 38 | −3   |  |
| 7    | A. D. R. Jicaral   | 46   | 38 | 10 | 16 | 12 | 35 | 39 | −4   |  |
| 8    | Limón F. C.        | 44   | 38 | 11 | 11 | 16 | 40 | 66 | −26  |  |
| 9    | Pérez Zeledón      | 43   | 38 | 10 | 13 | 15 | 42 | 63 | −21  |  |
| 10   | Guadalupe F. C.    | 43   | 38 | 10 | 13 | 15 | 57 | 58 | −1   |  |
| 11   | Sporting F. C.     | 41   | 38 | 11 | 8  | 19 | 38 | 55 | −17  |  |
| 12   | Municipal Grecia   | 33   | 38 | 6  | 15 | 17 | 36 | 55 | −19  |  |

 Fuente: Liga Promerica
|  | Octavos de final de Liga Concacaf. |
|  | Fase preliminar de Liga Concacaf.  |
|  | Descenso de categoría.             |

## Resultados
- Los horarios corresponden al tiempo de Costa Rica (UTC-6).
- El calendario de los partidos se dio a conocer el 23 de diciembre de 2020.[45]

| Guadalupe F. C.                                          | 3 - 0 (enlace roto disponible en Internet Archive; véase el historial, la primera versión y la última). | Archivo:Escudo de Limón Fútbol Club.svg Limón F. C. | "Coyella" Fonseca       | 12 de enero | 20:00 | 0 | Pedro Navarro         |  |
| Archivo:Escudo del Municipal Grecia.svg Municipal Grecia | 0 - 0 (enlace roto disponible en Internet Archive; véase el historial, la primera versión y la última). | Deportivo Saprissa                                  | Allen Riggioni          | 13 de enero | 15:00 | 0 | Allen Quirós          |  |
| Archivo:Escudo de Jicaral Sercoba.svg A. D. R. Jicaral   | 1 - 1 (enlace roto disponible en Internet Archive; véase el historial, la primera versión y la última). | Archivo:Escudo San Carlos 2018.svg A. D. San Carlos | Asoc. Cívica Jicaraleña | 13 de enero | 15:00 | 0 | Keylor Herrera        |  |
| L. D. Alajuelense                                        | 2 - 0 (enlace roto disponible en Internet Archive; véase el historial, la primera versión y la última). | Pérez Zeledón                                       | Morera Soto             | 13 de enero | 20:00 | 0 | Ricardo Montero       |  |
| Sporting F. C.                                           | 3 - 2 (enlace roto disponible en Internet Archive; véase el historial, la primera versión y la última). | C. S. Herediano                                     | Ernesto Rohrmoser       | 14 de enero | 14:00 | 0 | Hugo Cruz             |  |
| C. S. Cartaginés                                         | 1 - 0 (enlace roto disponible en Internet Archive; véase el historial, la primera versión y la última). | Santos de Guápiles                                  | "Fello" Meza            | 14 de enero | 20:00 | 0 | Juan Gabriel Calderón |  |
| Total de goles: 10                                       | |                                                     |                         |             |       |   |                       |  |

| Archivo:Escudo de Limón Fútbol Club.svg Limón F. C.      | 0 - 2 (enlace roto disponible en Internet Archive; véase el historial, la primera versión y la última). | L. D. Alajuelense                                      | Ebal Rodríguez   | 16 de enero | 15:00 | 0 | Pedro Navarro     |  |
| Deportivo Saprissa                                       | 2 - 2 Archivado el 14 de febrero de 2021 en Wayback Machine.                                            | Archivo:Escudo de Jicaral Sercoba.svg A. D. R. Jicaral | Ricardo Saprissa | 16 de enero | 20:00 | 0 | David Gómez       |  |
| C. S. Cartaginés                                         | 2 - 1 (enlace roto disponible en Internet Archive; véase el historial, la primera versión y la última). | Guadalupe F. C.                                        | "Fello" Meza     | 17 de enero | 11:00 | 0 | Henry Bejarano    |  |
| Archivo:Escudo del Municipal Grecia.svg Municipal Grecia | 1 - 1 (enlace roto disponible en Internet Archive; véase el historial, la primera versión y la última). | Sporting F. C.                                         | Allen Riggioni   | 17 de enero | 15:00 | 0 | Marianela Araya   |  |
| Santos de Guápiles                                       | 2 - 0 (enlace roto disponible en Internet Archive; véase el historial, la primera versión y la última). | Pérez Zeledón                                          | Ebal Rodríguez   | 17 de enero | 15:00 | 0 | Brayan Cruz       |  |
| Archivo:Escudo San Carlos 2018.svg A. D. San Carlos      | 2 - 1 (enlace roto disponible en Internet Archive; véase el historial, la primera versión y la última). | C. S. Herediano                                        | Carlos Ugalde    | 17 de enero | 18:00 | 0 | Adrián Chinchilla |  |
| Total de goles: 16                                       | |                                                        |                  |             |       |   |                   |  |

| Archivo:Escudo San Carlos 2018.svg A. D. San Carlos    | 1 - 0 (enlace roto disponible en Internet Archive; véase el historial, la primera versión y la última). | Guadalupe F. C.                                          | Carlos Ugalde           | 20 de enero | 17:00 | 0 | Hugo Cruz          |  |
| C. S. Herediano                                        | 1 - 1 (enlace roto disponible en Internet Archive; véase el historial, la primera versión y la última). | Archivo:Escudo del Municipal Grecia.svg Municipal Grecia | Nacional                | 20 de enero | 20:00 | 0 | David Gómez        |  |
| Archivo:Escudo de Jicaral Sercoba.svg A. D. R. Jicaral | 2 - 0 (enlace roto disponible en Internet Archive; véase el historial, la primera versión y la última). | Archivo:Escudo de Limón Fútbol Club.svg Limón F. C.      | Asoc. Cívica Jicaraleña | 21 de enero | 15:00 | 0 | Henry Bejarano     |  |
| Pérez Zeledón                                          | 2 - 1 (enlace roto disponible en Internet Archive; véase el historial, la primera versión y la última). | C. S. Cartaginés                                         | Municipal               | 21 de enero | 20:00 | 0 | Benjamín Pineda    |  |
| Santos de Guápiles                                     | 0 - 3 (enlace roto disponible en Internet Archive; véase el historial, la primera versión y la última). | L. D. Alajuelense                                        | Ebal Rodríguez          | 27 de enero | 19:00 | 0 | Allen Quirós       |  |
| Deportivo Saprissa                                     | 4 - 0 (enlace roto disponible en Internet Archive; véase el historial, la primera versión y la última). | Sporting F. C.                                           | Ricardo Saprissa        | 27 de enero | 20:00 | 0 | Cristian Rodríguez |  |
| Total de goles: 15                                     | |                                                          |                         |             |       |   |                    |  |

| Sporting F. C.                                           | 0 - 1 (enlace roto disponible en Internet Archive; véase el historial, la primera versión y la última). | Santos de Guápiles                                  | Ernesto Rohrmoser       | 23 de enero | 17:00 | 0 | William Matus      |        |
| L. D. Alajuelense                                        | 1 - 1 (enlace roto disponible en Internet Archive; véase el historial, la primera versión y la última). | Archivo:Escudo San Carlos 2018.svg A. D. San Carlos | Morera Soto             | 23 de enero | 19:00 | 0 | Cristian Rodríguez |        |
| Archivo:Escudo del Municipal Grecia.svg Municipal Grecia | 0 - 0 (enlace roto disponible en Internet Archive; véase el historial, la primera versión y la última). | Pérez Zeledón                                       | Allen Riggioni          | 24 de enero | 14:00 | 0 | Keylor Herrera     |        |
| Archivo:Escudo de Jicaral Sercoba.svg A. D. R. Jicaral   | 2 - 0 (enlace roto disponible en Internet Archive; véase el historial, la primera versión y la última). | C. S. Herediano                                     | Asoc. Cívica Jicaraleña | 24 de enero | 15:00 | 0 | Ricardo Montero    |        |
| C. S. Cartaginés                                         | 1 - 1 (enlace roto disponible en Internet Archive; véase el historial, la primera versión y la última). | Archivo:Escudo de Limón Fútbol Club.svg Limón F. C. | "Fello" Meza            | 24 de enero | 17:00 | 0 | Adrián Chinchilla  | [ 47 ] |
| Guadalupe F. C.                                          | 2 - 2 Archivado el 8 de febrero de 2021 en Wayback Machine.                                             | Deportivo Saprissa                                  | "Coyella" Fonseca       | 25 de enero | 19:00 | 0 | Geiner Zúñiga      |        |
| Total de goles: 11                                       | |                                                     |                         |             |       |   |                    |        |

| Archivo:Escudo de Limón Fútbol Club.svg Limón F. C. | 0 - 0 Archivado el 1 de febrero de 2021 en Wayback Machine. | Archivo:Escudo del Municipal Grecia.svg Municipal Grecia | Ebal Rodríguez   | 30 de enero | 15:00 | 0 | Geiner Zúñiga         |  |
| Archivo:Escudo San Carlos 2018.svg A. D. San Carlos | 0 - 0 Archivado el 30 de enero de 2021 en Wayback Machine.  | Sporting F. C.                                           | Carlos Ugalde    | 30 de enero | 17:00 | 0 | Juan Gabriel Calderón |  |
| C. S. Herediano                                     | 1 - 1 Archivado el 31 de enero de 2021 en Wayback Machine.  | L. D. Alajuelense                                        | Nacional         | 30 de enero | 19:00 | 0 | Hugo Cruz             |  |
| Deportivo Saprissa                                  | 4 - 1 Archivado el 30 de enero de 2021 en Wayback Machine.  | C. S. Cartaginés                                         | Ricardo Saprissa | 31 de enero | 16:00 | 0 | Ricardo Montero       |  |
| Santos de Guápiles                                  | 2 - 2 Archivado el 30 de enero de 2021 en Wayback Machine.  | Guadalupe F. C.                                          | Ebal Rodríguez   | 31 de enero | 18:00 | 0 | Adrián Chinchilla     |  |
| Pérez Zeledón                                       | 1 - 2 Archivado el 29 de enero de 2021 en Wayback Machine.  | Archivo:Escudo de Jicaral Sercoba.svg A. D. R. Jicaral   | Municipal        | 31 de enero | 19:00 | 0 | William Mattus        |  |
| Total de goles: 14                                  |                                                             |                                                          |                  |             |       |   |                       |  |

| Sporting F. C.                                         | 0 - 1 Archivado el 30 de enero de 2021 en Wayback Machine.  | Archivo:Escudo de Limón Fútbol Club.svg Limón F. C.      | Ernesto Rohrmoser       | 2 de febrero  | 17:00 | 0 | David Gómez    |  |
| Archivo:Escudo de Jicaral Sercoba.svg A. D. R. Jicaral | 0 - 1 Archivado el 1 de febrero de 2021 en Wayback Machine. | Santos de Guápiles                                       | Asoc. Cívica Jicaraleña | 3 de febrero  | 15:00 | 0 | Brayan Cruz    |  |
| C. S. Herediano                                        | 2 - 2 Archivado el 30 de enero de 2021 en Wayback Machine.  | Guadalupe F. C.                                          | Nacional                | 3 de febrero  | 18:00 | 0 | Henry Bejarano |  |
| Archivo:Escudo San Carlos 2018.svg A. D. San Carlos    | 1 - 1 Archivado el 29 de enero de 2021 en Wayback Machine.  | C. S. Cartaginés                                         | Carlos Ugalde           | 3 de febrero  | 19:00 | 0 | Geiner Zúñiga  |  |
| L. D. Alajuelense                                      | 3 - 0 Archivado el 29 de enero de 2021 en Wayback Machine.  | Archivo:Escudo del Municipal Grecia.svg Municipal Grecia | Morera Soto             | 10 de febrero | 20:00 | 0 | David Gómez    |  |
| Pérez Zeledón                                          | 1 - 1 Archivado el 29 de enero de 2021 en Wayback Machine.  | Deportivo Saprissa                                       | Municipal               | 11 de febrero | 20:00 | 0 | Geiner Zúñiga  |  |
| Total de goles: 13                                     |                                                             |                                                          |                         |               |       |   |                |  |

| Archivo:Escudo del Municipal Grecia.svg Municipal Grecia | 2 - 0 Archivado el 29 de enero de 2021 en Wayback Machine.  | Archivo:Escudo de Jicaral Sercoba.svg A. D. R. Jicaral | Allen Riggioni    | 6 de febrero | 15:00 | 0 | Pedro Navarro      |  |
| Guadalupe F. C.                                          | 0 - 0 Archivado el 31 de enero de 2021 en Wayback Machine.  | Sporting F. C.                                         | "Coyella" Fonseca | 6 de febrero | 16:00 | 0 | Cristian Rodríguez |  |
| C. S. Cartaginés                                         | 1 - 2 Archivado el 29 de enero de 2021 en Wayback Machine.  | C. S. Herediano                                        | "Fello" Meza      | 6 de febrero | 19:00 | 0 | Keylor Herrera     |  |
| L. D. Alajuelense                                        | 3 - 1 Archivado el 1 de febrero de 2021 en Wayback Machine. | Deportivo Saprissa                                     | Morera Soto       | 7 de febrero | 16:00 | 0 | Henry Bejarano     |  |
| Santos de Guápiles                                       | 3 - 1 Archivado el 30 de enero de 2021 en Wayback Machine.  | Archivo:Escudo San Carlos 2018.svg A. D. San Carlos    | Ebal Rodríguez    | 7 de febrero | 19:00 | 0 | Steven Madrigal    |  |
| Archivo:Escudo de Limón Fútbol Club.svg Limón F. C.      | 1 - 1 Archivado el 29 de enero de 2021 en Wayback Machine.  | Pérez Zeledón                                          | Ebal Rodríguez    | 8 de febrero | 15:00 | 0 | Allen Quirós       |  |
| Total de goles: 15                                       |                                                             |                                                        |                   |              |       |   |                    |  |

| Sporting F. C.                                         | 3 - 1 Archivado el 31 de enero de 2021 en Wayback Machine.  | C. S. Cartaginés                                         | Ernesto Rohrmoser       | 13 de febrero | 17:00 | 0 | Henry Bejarano     |  |
| C. S. Herediano                                        | 2 - 1 Archivado el 1 de febrero de 2021 en Wayback Machine. | Santos de Guápiles                                       | Nacional                | 13 de febrero | 20:00 | 0 | Ricardo Montero    |  |
| Archivo:Escudo de Jicaral Sercoba.svg A. D. R. Jicaral | 1 - 1 Archivado el 30 de enero de 2021 en Wayback Machine.  | L. D. Alajuelense                                        | Asoc. Cívica Jicaraleña | 14 de febrero | 15:00 | 0 | Keylor Herrera     |  |
| Deportivo Saprissa                                     | 4 - 2 Archivado el 1 de febrero de 2021 en Wayback Machine. | Archivo:Escudo de Limón Fútbol Club.svg Limón F. C.      | Ricardo Saprissa        | 14 de febrero | 16:00 | 0 | Cristian Rodríguez |  |
| Archivo:Escudo San Carlos 2018.svg A. D. San Carlos    | 1 - 4 Archivado el 29 de enero de 2021 en Wayback Machine.  | Archivo:Escudo del Municipal Grecia.svg Municipal Grecia | Carlos Ugalde           | 14 de febrero | 18:00 | 0 | Rigo Prendas       |  |
| Pérez Zeledón                                          | 1 - 3 Archivado el 31 de enero de 2021 en Wayback Machine.  | Guadalupe F. C.                                          | Municipal               | 15 de febrero | 19:00 | 0 | Benjamín Pineda    |  |
| Total de goles: 24                                     |                                                             |                                                          |                         |               |       |   |                    |  |

| Archivo:Escudo de Limón Fútbol Club.svg Limón F. C. | 3 - 2 Archivado el 31 de enero de 2021 en Wayback Machine.  | Santos de Guápiles                                       | Ebal Rodríguez    | 20 de febrero | 15:00 | 0 | Keylor Herrera        |  |
| Sporting F. C.                                      | 0 - 0 Archivado el 30 de enero de 2021 en Wayback Machine.  | Archivo:Escudo de Jicaral Sercoba.svg A. D. R. Jicaral   | Ernesto Rohrmoser | 20 de febrero | 17:00 | 0 | Juan Gabriel Calderón |  |
| Pérez Zeledón                                       | 1 - 1 Archivado el 31 de enero de 2021 en Wayback Machine.  | Archivo:Escudo San Carlos 2018.svg A. D. San Carlos      | Municipal         | 20 de febrero | 20:00 | 0 | Pedro Navarro         |  |
| C. S. Cartaginés                                    | 1 - 1 Archivado el 30 de enero de 2021 en Wayback Machine.  | L. D. Alajuelense                                        | "Fello" Meza      | 21 de febrero | 15:00 | 0 | Ricardo Montero       |  |
| Guadalupe F. C.                                     | 1 - 1 Archivado el 31 de enero de 2021 en Wayback Machine.  | Archivo:Escudo del Municipal Grecia.svg Municipal Grecia | "Coyella" Fonseca | 21 de febrero | 16:00 | 0 | Steven Madrigal       |  |
| Deportivo Saprissa                                  | 1 - 0 Archivado el 1 de febrero de 2021 en Wayback Machine. | C. S. Herediano                                          | Ricardo Saprissa  | 21 de febrero | 18:00 | 0 | Adrián Chinchilla     |  |
| Total de goles: 12                                  |                                                             |                                                          |                   |               |       |   |                       |  |

| Archivo:Escudo del Municipal Grecia.svg Municipal Grecia              | 1 - 2 Archivado el 31 de enero de 2021 en Wayback Machine. | C. S. Cartaginés                                    | Allen Riggioni          | 27 de febrero | 15:00 | 0 | David Gómez       |  |
| Archivo:Escudo de Jicaral Sercoba.svg A. D. R. Jicaral                | 3 - 2 Archivado el 29 de enero de 2021 en Wayback Machine. | Guadalupe F. C.                                     | Asoc. Cívica Jicaraleña | 27 de febrero | 15:00 | 0 | Henry Bejarano    |  |
| Santos de Guápiles                                                    | 1 - 1 Archivado el 30 de enero de 2021 en Wayback Machine. | Deportivo Saprissa                                  | Ebal Rodríguez          | 27 de febrero | 19:00 | 0 | Steven Madrigal   |  |
| C. S. Herediano                                                       | 1 - 1 Archivado el 31 de enero de 2021 en Wayback Machine. | Pérez Zeledón                                       | Nacional                | 27 de febrero | 20:00 | 0 | Brayan Cruz       |  |
| Archivo:Escudo de la Liga Deportiva Alajuelense.svg L. D. Alajuelense | 3 - 0 Archivado el 31 de enero de 2021 en Wayback Machine. | Sporting F. C.                                      | Morera Soto             | 28 de febrero | 17:00 | 0 | Pedro Navarro     |  |
| Archivo:Escudo San Carlos 2018.svg A. D. San Carlos                   | 0 - 3 Archivado el 31 de enero de 2021 en Wayback Machine. | Archivo:Escudo de Limón Fútbol Club.svg Limón F. C. | Carlos Ugalde           | 28 de febrero | 19:00 | 0 | Adrián Chinchilla |  |
| Total de goles: 18                                                    |                                                            |                                                     |                         |               |       |   |                   |  |

| C. S. Cartaginés                                         | 1 - 1 Archivado el 31 de enero de 2021 en Wayback Machine.  | Archivo:Escudo de Jicaral Sercoba.svg A. D. R. Jicaral                | "Fello" Meza      | 2 de marzo | 20:00 | 0 | Adrián Chinchilla     |  |
| Archivo:Escudo de Limón Fútbol Club.svg Limón F. C.      | 0 - 2 Archivado el 31 de enero de 2021 en Wayback Machine.  | C. S. Herediano                                                       | Ebal Rodríguez    | 3 de marzo | 15:00 | 0 | Cristian Rodríguez    |  |
| Sporting F. C.                                           | 0 - 1 Archivado el 31 de enero de 2021 en Wayback Machine.  | Pérez Zeledón                                                         | Ernesto Rohrmoser | 3 de marzo | 17:00 | 0 | Hugo Cruz             |  |
| Deportivo Saprissa                                       | 1 - 1 Archivado el 29 de enero de 2021 en Wayback Machine.  | Archivo:Escudo San Carlos 2018.svg A. D. San Carlos                   | Ricardo Saprissa  | 3 de marzo | 20:00 | 0 | Brayan Cruz           |  |
| Guadalupe F. C.                                          | 1 - 3 Archivado el 1 de febrero de 2021 en Wayback Machine. | Archivo:Escudo de la Liga Deportiva Alajuelense.svg L. D. Alajuelense | "Coyella" Fonseca | 3 de marzo | 20:00 | 0 | Juan Gabriel Calderón |  |
| Archivo:Escudo del Municipal Grecia.svg Municipal Grecia | 1 - 2 Archivado el 29 de enero de 2021 en Wayback Machine.  | Santos de Guápiles                                                    | Allen Riggioni    | 4 de marzo | 15:00 | 0 | Ricardo Montero       |  |
| Total de goles: 14                                       |                                                             |                                                                       |                   |            |       |   |                       |  |

| Archivo:Escudo de Limón Fútbol Club.svg Limón F. C. | 1 - 7 Archivado el 30 de enero de 2021 en Wayback Machine.  | Guadalupe F. C.                                                       | Ebal Rodríguez   | 6 de marzo | 15:00 | 0 | Geiner Zúñiga      |  |
| Pérez Zeledón                                       | 1 - 5 Archivado el 30 de enero de 2021 en Wayback Machine.  | Archivo:Escudo de la Liga Deportiva Alajuelense.svg L. D. Alajuelense | Municipal        | 6 de marzo | 17:30 | 0 | Carlos Salazar     |  |
| C. S. Herediano                                     | 2 - 1 Archivado el 1 de febrero de 2021 en Wayback Machine. | Sporting F. C.                                                        | Nacional         | 6 de marzo | 20:30 | 0 | Allen Quirós       |  |
| Deportivo Saprissa                                  | 1 - 2 Archivado el 1 de febrero de 2021 en Wayback Machine. | Archivo:Escudo del Municipal Grecia.svg Municipal Grecia              | Ricardo Saprissa | 7 de marzo | 16:00 | 0 | Henry Bejarano     |  |
| Archivo:Escudo San Carlos 2018.svg A. D. San Carlos | 0 - 0 Archivado el 1 de febrero de 2021 en Wayback Machine. | Archivo:Escudo de Jicaral Sercoba.svg A. D. R. Jicaral                | Carlos Ugalde    | 7 de marzo | 18:00 | 0 | Cristian Rodríguez |  |
| Santos de Guápiles                                  | 1 - 0 Archivado el 31 de enero de 2021 en Wayback Machine.  | C. S. Cartaginés                                                      | Ebal Rodríguez   | 8 de marzo | 19:00 | 0 | Rigo Prendas       |  |
| Total de goles: 21                                  |                                                             |                                                                       |                  |            |       |   |                    |  |

| C. S. Herediano                                                       | 0 - 1 Archivado el 30 de enero de 2021 en Wayback Machine.  | Archivo:Escudo San Carlos 2018.svg A. D. San Carlos      | Nacional                | 12 de marzo | 20:00 | 0 | Geiner Zúñiga   |  |
| Sporting F. C.                                                        | 0 - 0 Archivado el 1 de febrero de 2021 en Wayback Machine. | Archivo:Escudo del Municipal Grecia.svg Municipal Grecia | Ernesto Rohrmoser       | 13 de marzo | 14:00 | 0 | Pedro Navarro   |  |
| Guadalupe F. C.                                                       | 0 - 3 Archivado el 29 de enero de 2021 en Wayback Machine.  | C. S. Cartaginés                                         | "Coyella" Fonseca       | 13 de marzo | 17:00 | 0 | Allen Quirós    |  |
| Archivo:Escudo de la Liga Deportiva Alajuelense.svg L. D. Alajuelense | 0 - 0 Archivado el 29 de enero de 2021 en Wayback Machine.  | Archivo:Escudo de Limón Fútbol Club.svg Limón F. C.      | Morera Soto             | 13 de marzo | 20:00 | 0 | Steven Madrigal |  |
| Archivo:Escudo de Jicaral Sercoba.svg A. D. R. Jicaral                | 0 - 0 Archivado el 29 de enero de 2021 en Wayback Machine.  | Deportivo Saprissa                                       | Asoc. Cívica Jicaraleña | 14 de marzo | 15:00 | 0 | Hugo Cruz       |  |
| Pérez Zeledón                                                         | 1 - 1 Archivado el 31 de enero de 2021 en Wayback Machine.  | Santos de Guápiles                                       | Municipal               | 14 de marzo | 16:00 | 0 | Benjamín Pineda |  |
| Total de goles: 6                                                     |                                                             |                                                          |                         |             |       |   |                 |  |

| Archivo:Escudo de Limón Fútbol Club.svg Limón F. C.                   | 2 - 1 Archivado el 1 de febrero de 2021 en Wayback Machine. | Archivo:Escudo de Jicaral Sercoba.svg A. D. R. Jicaral | Ebal Rodríguez    | 19 de marzo | 15:00 | 0 | William Matus   |  |
| C. S. Cartaginés                                                      | 0 - 0 Archivado el 31 de enero de 2021 en Wayback Machine.  | Pérez Zeledón                                          | "Fello" Meza      | 19 de marzo | 20:00 | 0 | Brayan Cruz     |  |
| Archivo:Escudo del Municipal Grecia.svg Municipal Grecia              | 1 - 4 Archivado el 30 de enero de 2021 en Wayback Machine.  | C. S. Herediano                                        | Allen Riggioni    | 20 de marzo | 15:00 | 0 | Hugo Cruz       |  |
| Guadalupe F. C.                                                       | 1 - 2 Archivado el 1 de febrero de 2021 en Wayback Machine. | Archivo:Escudo San Carlos 2018.svg A. D. San Carlos    | "Coyella" Fonseca | 20 de marzo | 17:00 | 0 | Ricardo Montero |  |
| Archivo:Escudo de la Liga Deportiva Alajuelense.svg L. D. Alajuelense | 1 - 1 Archivado el 31 de enero de 2021 en Wayback Machine.  | Santos de Guápiles                                     | Morera Soto       | 20 de marzo | 19:00 | 0 | David Gómez     |  |
| Sporting F. C.                                                        | 1 - 0 Archivado el 1 de febrero de 2021 en Wayback Machine. | Deportivo Saprissa                                     | Ernesto Rohrmoser | 20 de marzo | 20:30 | 0 | Keylor Herrera  |  |
| Total de goles: 15                                                    |                                                             |                                                        |                   |             |       |   |                 |  |

| Archivo:Escudo de Limón Fútbol Club.svg Limón F. C. | 1 - 1 Archivado el 29 de enero de 2021 en Wayback Machine. | C. S. Cartaginés                                                      | Ebal Rodríguez   | 30 de marzo | 18:00 | 0 | David Gómez        |  |
| Archivo:Escudo San Carlos 2018.svg A. D. San Carlos | 0 - 1 Archivado el 31 de enero de 2021 en Wayback Machine. | Archivo:Escudo de la Liga Deportiva Alajuelense.svg L. D. Alajuelense | Carlos Ugalde    | 30 de marzo | 19:00 | 0 | Adrián Chinchilla  |  |
| C. S. Herediano                                     | 2 - 2 Archivado el 31 de enero de 2021 en Wayback Machine. | Archivo:Escudo de Jicaral Sercoba.svg A. D. R. Jicaral                | Nacional         | 30 de marzo | 20:30 | 0 | Ricardo Montero    |  |
| Santos de Guápiles                                  | 3 - 1 Archivado el 30 de enero de 2021 en Wayback Machine. | Sporting F. C.                                                        | Ebal Rodríguez   | 31 de marzo | 15:00 | 0 | Cristian Rodríguez |  |
| Deportivo Saprissa                                  | 1 - 1 Archivado el 29 de enero de 2021 en Wayback Machine. | Guadalupe F. C.                                                       | Ricardo Saprissa | 31 de marzo | 20:00 | 0 | William Matus      |  |
| Pérez Zeledón                                       | 1 - 1 Archivado el 29 de enero de 2021 en Wayback Machine. | Archivo:Escudo del Municipal Grecia.svg Municipal Grecia              | Municipal        | 14 de abril | 18:00 | 0 | Cristian Rodríguez |  |
| Total de goles: 15                                  |                                                            |                                                                       |                  |             |       |   |                    |  |

| Archivo:Escudo de la Liga Deportiva Alajuelense.svg L. D. Alajuelense | 1 - 1 Archivado el 31 de enero de 2021 en Wayback Machine.  | C. S. Herediano                                     | Morera Soto             | 2 de abril | 20:00 | 0 | Hugo Cruz         |  |
| Archivo:Escudo del Municipal Grecia.svg Municipal Grecia              | 2 - 2 Archivado el 31 de enero de 2021 en Wayback Machine.  | Archivo:Escudo de Limón Fútbol Club.svg Limón F. C. | Allen Riggioni          | 3 de abril | 15:00 | 0 | Pedro Navarro     |  |
| Guadalupe F. C.                                                       | 2 - 4 Archivado el 1 de febrero de 2021 en Wayback Machine. | Santos de Guápiles                                  | "Coyella" Fonseca       | 3 de abril | 17:00 | 0 | Adrián Chinchilla |  |
| C. S. Cartaginés                                                      | 0 - 0 Archivado el 29 de enero de 2021 en Wayback Machine.  | Deportivo Saprissa                                  | "Fello" Meza            | 4 de abril | 15:00 | 0 | Allen Quirós      |  |
| Sporting F. C.                                                        | 2 - 0 Archivado el 31 de enero de 2021 en Wayback Machine.  | Archivo:Escudo San Carlos 2018.svg A. D. San Carlos | Ernesto Rohrmoser       | 4 de abril | 18:00 | 0 | Brayan Cruz       |  |
| Archivo:Escudo de Jicaral Sercoba.svg A. D. R. Jicaral                | 1 - 1 Archivado el 31 de enero de 2021 en Wayback Machine.  | Pérez Zeledón                                       | Asoc. Cívica Jicaraleña | 5 de abril | 15:00 | 0 | Keylor Herrera    |  |
| Total de goles: 16                                                    |                                                             |                                                     |                         |            |       |   |                   |  |

| Archivo:Escudo del Municipal Grecia.svg Municipal Grecia | 1 - 4 Archivado el 29 de enero de 2021 en Wayback Machine.  | Archivo:Escudo de la Liga Deportiva Alajuelense.svg L. D. Alajuelense | Allen Riggioni    | 9 de abril  | 15:00 | 0 | Keylor Herrera |  |
| C. S. Cartaginés                                         | 1 - 1 Archivado el 30 de enero de 2021 en Wayback Machine.  | Archivo:Escudo San Carlos 2018.svg A. D. San Carlos                   | "Fello" Meza      | 9 de abril  | 20:00 | 0 | Henry Bejarano |  |
| Archivo:Escudo de Limón Fútbol Club.svg Limón F. C.      | 3 - 1 Archivado el 1 de febrero de 2021 en Wayback Machine. | Sporting F. C.                                                        | Ebal Rodríguez    | 10 de abril | 16:00 | 0 | Hugo Cruz      |  |
| Guadalupe F. C.                                          | 2 - 2 Archivado el 30 de enero de 2021 en Wayback Machine.  | C. S. Herediano                                                       | "Coyella" Fonseca | 10 de abril | 18:00 | 0 | David Gómez    |  |
| Deportivo Saprissa                                       | 1 - 1 Archivado el 30 de enero de 2021 en Wayback Machine.  | Pérez Zeledón                                                         | Ricardo Saprissa  | 10 de abril | 20:00 | 0 | Brayan Cruz    |  |
| Santos de Guápiles                                       | 3 - 0 Archivado el 29 de enero de 2021 en Wayback Machine.  | Archivo:Escudo de Jicaral Sercoba.svg A. D. R. Jicaral                | Ebal Rodríguez    | 11 de abril | 15:00 | 0 | William Matus  |  |
| Total de goles: 20                                       |                                                             |                                                                       |                   |             |       |   |                |  |

| Pérez Zeledón                                          | 3 - 2 Archivado el 1 de febrero de 2021 en Wayback Machine. | Archivo:Escudo de Limón Fútbol Club.svg Limón F. C.                   | Municipal               | 17 de abril | 17:00 | 0 | Allen Quirós          |  |
| Sporting F. C.                                         | 0 - 3 Archivado el 1 de febrero de 2021 en Wayback Machine. | Guadalupe F. C.                                                       | Ernesto Rohrmoser       | 17 de abril | 18:00 | 0 | Steven Madrigal       |  |
| C. S. Herediano                                        | 1 - 2 Archivado el 31 de enero de 2021 en Wayback Machine.  | C. S. Cartaginés                                                      | "Coyella" Fonseca       | 17 de abril | 20:00 | 0 | Ricardo Montero       |  |
| Archivo:Escudo de Jicaral Sercoba.svg A. D. R. Jicaral | 1 - 0 Archivado el 1 de febrero de 2021 en Wayback Machine. | Archivo:Escudo del Municipal Grecia.svg Municipal Grecia              | Asoc. Cívica Jicaraleña | 18 de abril | 15:00 | 0 | Pedro Navarro         |  |
| Deportivo Saprissa                                     | 0 - 5 Archivado el 1 de febrero de 2021 en Wayback Machine. | Archivo:Escudo de la Liga Deportiva Alajuelense.svg L. D. Alajuelense | Ricardo Saprissa        | 18 de abril | 16:00 | 0 | David Gómez           |  |
| Archivo:Escudo San Carlos 2018.svg A. D. San Carlos    | 1 - 0 Archivado el 30 de enero de 2021 en Wayback Machine.  | Santos de Guápiles                                                    | Carlos Ugalde           | 18 de abril | 18:00 | 0 | Juan Gabriel Calderón |  |
| Total de goles: 18                                     |                                                             |                                                                       |                         |             |       |   |                       |  |

| C. S. Cartaginés                                                      | 0 - 1 Archivado el 31 de enero de 2021 en Wayback Machine.  | Sporting F. C.                                         | "Fello" Meza      | 20 de abril | 20:00 | 0 | David Gómez       |  |
| Archivo:Escudo de Limón Fútbol Club.svg Limón F. C.                   | 1 - 2 Archivado el 29 de enero de 2021 en Wayback Machine.  | Deportivo Saprissa                                     | Ebal Rodríguez    | 21 de abril | 15:00 | 0 | Steven Madrigal   |  |
| Guadalupe F. C.                                                       | 0 - 1 Archivado el 29 de enero de 2021 en Wayback Machine.  | Pérez Zeledón                                          | "Coyella" Fonseca | 21 de abril | 16:00 | 0 | Pedro Navarro     |  |
| Archivo:Escudo de la Liga Deportiva Alajuelense.svg L. D. Alajuelense | 3 - 0 Archivado el 1 de febrero de 2021 en Wayback Machine. | Archivo:Escudo de Jicaral Sercoba.svg A. D. R. Jicaral | Morera Soto       | 21 de abril | 20:00 | 0 | Brayan Cruz       |  |
| Archivo:Escudo del Municipal Grecia.svg Municipal Grecia              | 2 - 1 Archivado el 1 de febrero de 2021 en Wayback Machine. | Archivo:Escudo San Carlos 2018.svg A. D. San Carlos    | Allen Riggioni    | 22 de abril | 15:00 | 0 | Adrián Chinchilla |  |
| Santos de Guápiles                                                    | 2 - 2 Archivado el 31 de enero de 2021 en Wayback Machine.  | C. S. Herediano                                        | Ebal Rodríguez    | 22 de abril | 19:00 | 0 | Benjamín Pineda   |  |
| Total de goles: 15                                                    |                                                             |                                                        |                   |             |       |   |                   |  |

| Archivo:Escudo de la Liga Deportiva Alajuelense.svg L. D. Alajuelense | 4 - 1 Archivado el 29 de enero de 2021 en Wayback Machine.  | C. S. Cartaginés                                    | Morera Soto             | 24 de abril | 19:00 | 0 | Hugo Cruz         |  |
| Archivo:Escudo del Municipal Grecia.svg Municipal Grecia              | 0 - 0 Archivado el 31 de enero de 2021 en Wayback Machine.  | Guadalupe F. C.                                     | Allen Riggioni          | 25 de abril | 14:00 | 0 | William Matus     |  |
| Archivo:Escudo de Jicaral Sercoba.svg A. D. R. Jicaral                | 1 - 2 Archivado el 29 de enero de 2021 en Wayback Machine.  | Sporting F. C.                                      | Asoc. Cívica Jicaraleña | 25 de abril | 15:00 | 0 | Adrián Chinchilla |  |
| C. S. Herediano                                                       | 2 - 2 Archivado el 31 de enero de 2021 en Wayback Machine.  | Deportivo Saprissa                                  | "Coyella" Fonseca       | 25 de abril | 17:00 | 0 | Allen Quirós      |  |
| Santos de Guápiles                                                    | 3 - 2 Archivado el 29 de enero de 2021 en Wayback Machine.  | Archivo:Escudo de Limón Fútbol Club.svg Limón F. C. | Ebal Rodríguez          | 25 de abril | 19:00 | 0 | Geiner Zúñiga     |  |
| Archivo:Escudo San Carlos 2018.svg A. D. San Carlos                   | 0 - 1 Archivado el 1 de febrero de 2021 en Wayback Machine. | Pérez Zeledón                                       | Carlos Ugalde           | 26 de abril | 19:00 | 0 | Brayan Cruz       |  |
| Total de goles: 18                                                    |                                                             |                                                     |                         |             |       |   |                   |  |

| C. S. Cartaginés                                    | 2 - 0 Archivado el 29 de enero de 2021 en Wayback Machine.  | Archivo:Escudo del Municipal Grecia.svg Municipal Grecia              | "Fello" Meza      | 30 de abril | 20:00 | 0 | Juan Gabriel Calderón |  |
| Archivo:Escudo de Limón Fútbol Club.svg Limón F. C. | 0 - 3 Archivado el 31 de enero de 2021 en Wayback Machine.  | Archivo:Escudo San Carlos 2018.svg A. D. San Carlos                   | Ebal Rodríguez    | 1 de mayo   | 15:00 | 0 | Ricardo Montero       |  |
| Guadalupe F. C.                                     | 0 - 0 Archivado el 31 de enero de 2021 en Wayback Machine.  | Archivo:Escudo de Jicaral Sercoba.svg A. D. R. Jicaral                | "Coyella" Fonseca | 1 de mayo   | 16:00 | 0 | Hugo Cruz             |  |
| Pérez Zeledón                                       | 0 - 3 Archivado el 31 de enero de 2021 en Wayback Machine.  | C. S. Herediano                                                       | Municipal         | 1 de mayo   | 20:00 | 0 | Adrián Chinchilla     |  |
| Deportivo Saprissa                                  | 3 - 1 Archivado el 1 de febrero de 2021 en Wayback Machine. | Santos de Guápiles                                                    | Ricardo Saprissa  | 2 de mayo   | 16:00 | 0 | Cristian Rodríguez    |  |
| Sporting F. C.                                      | 1 - 2 Archivado el 30 de enero de 2021 en Wayback Machine.  | Archivo:Escudo de la Liga Deportiva Alajuelense.svg L. D. Alajuelense | Ernesto Rohrmoser | 10 de mayo  | 15:00 | 0 | David Gómez           |  |
| Total de goles: 15                                  |                                                             |                                                                       |                   |             |       |   |                       |  |

| Pérez Zeledón                                                         | 3 - 1 Archivado el 31 de enero de 2021 en Wayback Machine. | Sporting F. C.                                           | Municipal               | 13 de mayo | 15:00 | 0 | Cristian Rodríguez |  |
| Archivo:Escudo de Jicaral Sercoba.svg A. D. R. Jicaral                | 1 - 0 Archivado el 30 de enero de 2021 en Wayback Machine. | C. S. Cartaginés                                         | Asoc. Cívica Jicaraleña | 13 de mayo | 15:00 | 0 | Allen Quirós       |  |
| Archivo:Escudo San Carlos 2018.svg A. D. San Carlos                   | 2 - 0 Archivado el 31 de enero de 2021 en Wayback Machine. | Deportivo Saprissa                                       | Carlos Ugalde           | 13 de mayo | 15:00 | 0 | David Gómez        |  |
| Santos de Guápiles                                                    | 2 - 2 Archivado el 31 de enero de 2021 en Wayback Machine. | Archivo:Escudo del Municipal Grecia.svg Municipal Grecia | Ebal Rodríguez          | 13 de mayo | 15:00 | 0 | Pedro Navarro      |  |
| C. S. Herediano                                                       | 2 - 0 Archivado el 30 de enero de 2021 en Wayback Machine. | Archivo:Escudo de Limón Fútbol Club.svg Limón F. C.      | "Fello" Meza            | 13 de mayo | 15:00 | 0 | William Matus      |  |
| Archivo:Escudo de la Liga Deportiva Alajuelense.svg L. D. Alajuelense | 0 - 0 Archivado el 29 de enero de 2021 en Wayback Machine. | Guadalupe F. C.                                          | Morera Soto             | 13 de mayo | 15:00 | 0 | Brayan Cruz        |  |
| Total de goles: 13                                                    |                                                            |                                                          |                         |            |       |   |                    |  |

## Fase final

### Cuadro de desarrollo
|  | Semifinales                                    | Semifinales                                    | Semifinales                                    | Semifinales                                    | Semifinales                                    |   |    | Final                                | Final                                | Final                                | Final                                | Final                                |  |
|  | 16 y 17 de mayo (ida) 19 y 20 de mayo (vuelta) | 16 y 17 de mayo (ida) 19 y 20 de mayo (vuelta) | 16 y 17 de mayo (ida) 19 y 20 de mayo (vuelta) | 16 y 17 de mayo (ida) 19 y 20 de mayo (vuelta) | 16 y 17 de mayo (ida) 19 y 20 de mayo (vuelta) |   |    | 23 de mayo (ida) 26 de mayo (vuelta) | 23 de mayo (ida) 26 de mayo (vuelta) | 23 de mayo (ida) 26 de mayo (vuelta) | 23 de mayo (ida) 26 de mayo (vuelta) | 23 de mayo (ida) 26 de mayo (vuelta) |  |
|  |                                                |                                                |                                                |                                                |                                                |   |    |                                      |                                      |                                      |                                      |                                      |  |
|  |                                                |                                                |                                                |                                                |                                                |   |    |                                      |                                      |                                      |                                      |                                      |  |
|  | 1°                                             | Liga Deportiva Alajuelense                     | 3                                              | 2                                              | 5                                              |   |    |                                      |                                      |                                      |                                      |                                      |  |
|  | 1°                                             | Liga Deportiva Alajuelense                     | 3                                              | 2                                              | 5                                              |   |    |                                      |                                      |                                      |                                      |                                      |  |
|  | 4°                                             | Deportivo Saprissa                             | 4                                              | 2                                              | 6                                              |   |    |                                      |                                      |                                      |                                      |                                      |  |
|  | 4°                                             | Deportivo Saprissa                             | 4                                              | 2                                              | 6                                              |   | F2 | Deportivo Saprissa                   | 3                                    | 1                                    | 4                                    |                                      |  |
|  |                                                |                                                |                                                |                                                |                                                |   | F2 | Deportivo Saprissa                   | 3                                    | 1                                    | 4                                    |                                      |  |
|  |                                                |                                                | F1                                             | C. S. Herediano                                | 2                                              | 0 | 2  |                                      |                                      |                                      |                                      |                                      |  |
|  | 2°                                             | Santos de Guápiles                             | F1                                             | C. S. Herediano                                | 2                                              | 0 | 2  | 1                                    | 0                                    | 1                                    |                                      |                                      |  |
|  | 2°                                             | Santos de Guápiles                             |                                                |                                                |                                                |   |    | 1                                    | 0                                    | 1                                    |                                      |                                      |  |
|  | 3°                                             | C. S. Herediano                                | 2                                              | 0                                              | 2                                              |   |    | Liguilla del no descenso             | Liguilla del no descenso             | Liguilla del no descenso             | Liguilla del no descenso             | Liguilla del no descenso             |  |
|  | 3°                                             | C. S. Herediano                                | 2                                              | 0                                              | 2                                              |   |    | Liguilla del no descenso             | Liguilla del no descenso             | Liguilla del no descenso             | Liguilla del no descenso             | Liguilla del no descenso             |  |
|  |                                                |                                                |                                                |                                                |                                                |   |    |                                      |                                      |                                      |                                      |                                      |  |
|  |                                                |                                                |                                                |                                                |                                                |   |    | Ap.                                  | Sporting F. C.                       | 1                                    | 2                                    | 3                                    |  |
|  |                                                |                                                |                                                |                                                |                                                |   |    | Ap.                                  | Sporting F. C.                       | 1                                    | 2                                    | 3                                    |  |
|  |                                                |                                                |                                                |                                                |                                                |   |    | Cl.                                  | Limón F. C.                          | 0                                    | 2                                    | 2                                    |  |
|  |                                                |                                                |                                                |                                                |                                                |   |    | Cl.                                  | Limón F. C.                          | 0                                    | 2                                    | 2                                    |  |
|  |                                                |                                                |                                                |                                                |                                                |   |    |                                      |                                      |                                      |                                      |                                      |  |

### Liguilla del no descenso

#### Sporting - Limón
| 18 de mayo de 2021, 21:00 | Limón F. C. | 0:1 (0:0) | Sporting F. C. | Estadio Ebal Rodríguez, Guápiles, Limón                 |                                                         |
|                           |             | Reporte   | - Hadden 83'   | Asistencia: Sin espectadores Árbitro(s): Keylor Herrera | Asistencia: Sin espectadores Árbitro(s): Keylor Herrera |

| 25 de mayo de 2021, 21:00                                                            | Sporting F. C.               | 2:2 (1:1) (Global 3:2) | Limón F. C.                | Estadio Ernesto Rohrmoser, Pavas, San José               |                                                          |
|                                                                                      | Salinas 36' · Madrigal 50' · | Reporte                | Azofeifa 45' · Smith 71' · | Asistencia: Sin espectadores Árbitro(s): Ricardo Montero | Asistencia: Sin espectadores Árbitro(s): Ricardo Montero |
| Desciende a la Segunda División Limón F. C. Archivo:Escudo de Limón Fútbol Club.svg. |                              |                        |                            |                                                          |                                                          |

### Semifinales

#### Alajuelense - Saprissa
| 16 de mayo de 2021, 21:30 | Deportivo Saprissa                                  | 4:3 (3:1) | L. D. Alajuelense                              | Estadio Ricardo Saprissa, Tibás, San José          |                                                    |
|                           | - Espíndola 2' - Román 6' (a.g.) - Bolaños 23', 57' | Reporte   | - Ruiz 37' (pen.) - Martínez 54' - Venegas 78' | Asistencia: Sin espectadores Árbitro(s): Hugo Cruz | Asistencia: Sin espectadores Árbitro(s): Hugo Cruz |

| 19 de mayo de 2021, 21:00 | L. D. Alajuelense            | 2:2 (0:1) (Global 5:6) | Deportivo Saprissa                | Estadio Morera Soto, Alajuela                           |                                                         |
|                           | - Arreola 49' - Martínez 69' | Reporte                | - Bolaños 27' (pen.) - Guzmán 79' | Asistencia: Sin espectadores Árbitro(s): Henry Bejarano | Asistencia: Sin espectadores Árbitro(s): Henry Bejarano |

#### Santos - Herediano
| 17 de mayo de 2021, 21:00 | C. S. Herediano           | 2:1 (1:0) | Santos de Guápiles | Estadio "Fello" Meza, Cartago                                  |                                                                |
|                           | - Ruíz 45+1' - Torres 65' | Reporte   | - East 76'         | Asistencia: Sin espectadores Árbitro(s): Juan Gabriel Calderón | Asistencia: Sin espectadores Árbitro(s): Juan Gabriel Calderón |

| 20 de mayo de 2021, 21:00 | Santos de Guápiles | 0:0 (Global 1:2) | C. S. Herediano | Ebal Rodríguez, Guápiles, Limón                            |                                                            |
|                           |                    | Reporte          |                 | Asistencia: Sin espectadores Árbitro(s): Adrián Chinchilla | Asistencia: Sin espectadores Árbitro(s): Adrián Chinchilla |

### Final

#### Saprissa - Herediano
| 23 de mayo de 2021, 21:30 | Deportivo Saprissa                        | 3:2 (1:1) | C. S. Herediano              | Ricardo Saprissa, Tibás, San José                              |                                                                |
|                           | Colindres 21' · Barrantes 57' · David 64' | Reporte   | Ruíz 45+1' · Contreras 85' · | Asistencia: Sin espectadores Árbitro(s): Juan Gabriel Calderón | Asistencia: Sin espectadores Árbitro(s): Juan Gabriel Calderón |

| 26 de mayo de 2021, 21:00 | C. S. Herediano | 0:1 (0:1) (Global 2:4) | Deportivo Saprissa | Estadio "Coyella" Fonseca, Guadalupe, San José             |                                                            |
|                           |                 | Reporte                | Rodríguez 13' ·    | Asistencia: Sin espectadores Árbitro(s): Adrián Chinchilla | Asistencia: Sin espectadores Árbitro(s): Adrián Chinchilla |

#### Final - ida
| 13    | POR   | Aarón Cruz        |     |
| 12    | DEF   | Ricardo Blanco    |     |
| 52    | DEF   | Aubrey David      |     |
| 8     | DEF   | David Guzmán      |     |
| 39    | DEF   | Jordy Evans       |     |
| 11    | MED   | Michael Barrantes |     |
| 2     | MED   | Christian Bolaños | 90' |
| 20    | MED   | Mariano Torres    |     |
| 80    | DEL   | Jimmy Marín       |     |
| 26    | DEL   | Daniel Colindres  | 84' |
| 14    | DEL   | Ariel Rodríguez   | 75' |
| D. T. | D. T. | Mauricio Wright   |     |

| 16    | POR   | Minor Álvarez       |     |
| 19    | DEF   | Yael López          |     |
| 2     | DEF   | Aarón Salazar       |     |
| 34    | DEF   | Ariel Soto          |     |
| 4     | DEF   | Orlando Galo        | 70' |
| 22    | MED   | Jefferson Brenes    |     |
| 8     | MED   | Fabricio Ramírez    | 65' |
| 28    | MED   | Gerson Torres       |     |
| 11    | MED   | Suhander Zúñiga     | 65' |
| 7     | DEL   | Yendrick Ruiz       | 83' |
| 23    | DEL   | Francisco Rodríguez | 70' |
| D. T. | D. T. | Luis Marín          |     |

| 21 | MED | Esteban Rodríguez | 75' |
| 29 | DEF | Luis Hernández    | 84' |
| 24 | DEL | Orlando Sinclair  | 90' |

| 5  | MED | Óscar Esteban Granados | 65' |
| 14 | DEL | Berny Burke            | 65' |
| 37 | DEF | Keysher Fuller         | 70' |
| 26 | DEL | Bryan Rojas            | 70' |
| 21 | DEL | Anthony Contreras      | 83' |

| 21' · 57' · 64' | Daniel Colindres Michael Barrantes Aubrey David | 1:0 2:1 3:1 |

| 45+1' · 85' | Yendrick Ruiz Anthony Contreras | 1:1 3:2 |

| 10' · 73' · 87' | Aubrey David Jordy Evans Mariano Torres |

| 48' · 88' · 90+3' | Ariel Soto Óscar Esteban Granados Berny Burke |

| Principal  | Juan Gabriel Calderón |
| Asistentes | William Chow          |
|            | Mauricio Córdoba      |
| Cuarto     | Bryan Cruz            |

| 13    | POR   | Aarón Cruz        |     |
| 12    | DEF   | Ricardo Blanco    |     |
| 52    | DEF   | Aubrey David      |     |
| 8     | DEF   | David Guzmán      |     |
| 39    | DEF   | Jordy Evans       |     |
| 11    | MED   | Michael Barrantes |     |
| 2     | MED   | Christian Bolaños | 90' |
| 20    | MED   | Mariano Torres    |     |
| 80    | DEL   | Jimmy Marín       |     |
| 26    | DEL   | Daniel Colindres  | 84' |
| 14    | DEL   | Ariel Rodríguez   | 75' |
| D. T. | D. T. | Mauricio Wright   |     |

| 16    | POR   | Minor Álvarez       |     |
| 19    | DEF   | Yael López          |     |
| 2     | DEF   | Aarón Salazar       |     |
| 34    | DEF   | Ariel Soto          |     |
| 4     | DEF   | Orlando Galo        | 70' |
| 22    | MED   | Jefferson Brenes    |     |
| 8     | MED   | Fabricio Ramírez    | 65' |
| 28    | MED   | Gerson Torres       |     |
| 11    | MED   | Suhander Zúñiga     | 65' |
| 7     | DEL   | Yendrick Ruiz       | 83' |
| 23    | DEL   | Francisco Rodríguez | 70' |
| D. T. | D. T. | Luis Marín          |     |

| 21 | MED | Esteban Rodríguez | 75' |
| 29 | DEF | Luis Hernández    | 84' |
| 24 | DEL | Orlando Sinclair  | 90' |

| 5  | MED | Óscar Esteban Granados | 65' |
| 14 | DEL | Berny Burke            | 65' |
| 37 | DEF | Keysher Fuller         | 70' |
| 26 | DEL | Bryan Rojas            | 70' |
| 21 | DEL | Anthony Contreras      | 83' |

| 21' · 57' · 64' | Daniel Colindres Michael Barrantes Aubrey David | 1:0 2:1 3:1 |

| 45+1' · 85' | Yendrick Ruiz Anthony Contreras | 1:1 3:2 |

| 10' · 73' · 87' | Aubrey David Jordy Evans Mariano Torres |

| 48' · 88' · 90+3' | Ariel Soto Óscar Esteban Granados Berny Burke |

| Principal  | Juan Gabriel Calderón |
| Asistentes | William Chow          |
|            | Mauricio Córdoba      |
| Cuarto     | Bryan Cruz            |

| 13    | POR   | Aarón Cruz        |     |
| 12    | DEF   | Ricardo Blanco    |     |
| 52    | DEF   | Aubrey David      |     |
| 8     | DEF   | David Guzmán      |     |
| 39    | DEF   | Jordy Evans       |     |
| 11    | MED   | Michael Barrantes |     |
| 2     | MED   | Christian Bolaños | 90' |
| 20    | MED   | Mariano Torres    |     |
| 80    | DEL   | Jimmy Marín       |     |
| 26    | DEL   | Daniel Colindres  | 84' |
| 14    | DEL   | Ariel Rodríguez   | 75' |
| D. T. | D. T. | Mauricio Wright   |     |

| 16    | POR   | Minor Álvarez       |     |
| 19    | DEF   | Yael López          |     |
| 2     | DEF   | Aarón Salazar       |     |
| 34    | DEF   | Ariel Soto          |     |
| 4     | DEF   | Orlando Galo        | 70' |
| 22    | MED   | Jefferson Brenes    |     |
| 8     | MED   | Fabricio Ramírez    | 65' |
| 28    | MED   | Gerson Torres       |     |
| 11    | MED   | Suhander Zúñiga     | 65' |
| 7     | DEL   | Yendrick Ruiz       | 83' |
| 23    | DEL   | Francisco Rodríguez | 70' |
| D. T. | D. T. | Luis Marín          |     |

| 21 | MED | Esteban Rodríguez | 75' |
| 29 | DEF | Luis Hernández    | 84' |
| 24 | DEL | Orlando Sinclair  | 90' |

| 5  | MED | Óscar Esteban Granados | 65' |
| 14 | DEL | Berny Burke            | 65' |
| 37 | DEF | Keysher Fuller         | 70' |
| 26 | DEL | Bryan Rojas            | 70' |
| 21 | DEL | Anthony Contreras      | 83' |

| 21' · 57' · 64' | Daniel Colindres Michael Barrantes Aubrey David | 1:0 2:1 3:1 |

| 45+1' · 85' | Yendrick Ruiz Anthony Contreras | 1:1 3:2 |

| 10' · 73' · 87' | Aubrey David Jordy Evans Mariano Torres |

| 48' · 88' · 90+3' | Ariel Soto Óscar Esteban Granados Berny Burke |

| Principal  | Juan Gabriel Calderón |
| Asistentes | William Chow          |
|            | Mauricio Córdoba      |
| Cuarto     | Bryan Cruz            |

| 13    | POR   | Aarón Cruz        |     |
| 12    | DEF   | Ricardo Blanco    |     |
| 52    | DEF   | Aubrey David      |     |
| 8     | DEF   | David Guzmán      |     |
| 39    | DEF   | Jordy Evans       |     |
| 11    | MED   | Michael Barrantes |     |
| 2     | MED   | Christian Bolaños | 90' |
| 20    | MED   | Mariano Torres    |     |
| 80    | DEL   | Jimmy Marín       |     |
| 26    | DEL   | Daniel Colindres  | 84' |
| 14    | DEL   | Ariel Rodríguez   | 75' |
| D. T. | D. T. | Mauricio Wright   |     |

| 16    | POR   | Minor Álvarez       |     |
| 19    | DEF   | Yael López          |     |
| 2     | DEF   | Aarón Salazar       |     |
| 34    | DEF   | Ariel Soto          |     |
| 4     | DEF   | Orlando Galo        | 70' |
| 22    | MED   | Jefferson Brenes    |     |
| 8     | MED   | Fabricio Ramírez    | 65' |
| 28    | MED   | Gerson Torres       |     |
| 11    | MED   | Suhander Zúñiga     | 65' |
| 7     | DEL   | Yendrick Ruiz       | 83' |
| 23    | DEL   | Francisco Rodríguez | 70' |
| D. T. | D. T. | Luis Marín          |     |

| 21 | MED | Esteban Rodríguez | 75' |
| 29 | DEF | Luis Hernández    | 84' |
| 24 | DEL | Orlando Sinclair  | 90' |

| 5  | MED | Óscar Esteban Granados | 65' |
| 14 | DEL | Berny Burke            | 65' |
| 37 | DEF | Keysher Fuller         | 70' |
| 26 | DEL | Bryan Rojas            | 70' |
| 21 | DEL | Anthony Contreras      | 83' |

| 21' · 57' · 64' | Daniel Colindres Michael Barrantes Aubrey David | 1:0 2:1 3:1 |

| 45+1' · 85' | Yendrick Ruiz Anthony Contreras | 1:1 3:2 |

| 10' · 73' · 87' | Aubrey David Jordy Evans Mariano Torres |

| 48' · 88' · 90+3' | Ariel Soto Óscar Esteban Granados Berny Burke |

| Principal  | Juan Gabriel Calderón |
| Asistentes | William Chow          |
|            | Mauricio Córdoba      |
| Cuarto     | Bryan Cruz            |

#### Final - vuelta
| 16    | POR   | Minor Álvarez          |     |
| 19    | DEF   | Yael López             | 80' |
| 2     | DEF   | Aarón Salazar          |     |
| 34    | DEF   | Ariel Soto             |     |
| 37    | DEF   | Keysher Fuller         | 58' |
| 5     | MED   | Óscar Esteban Granados | 65' |
| 22    | MED   | Jefferson Brenes       | 45' |
| 11    | MED   | Suhander Zúñiga        |     |
| 28    | MED   | Gerson Torres          |     |
| 7     | DEL   | Yendrick Ruiz          | 65' |
| 23    | DEL   | Francisco Rodríguez    |     |
| D. T. | D. T. | Luis Marín             |     |

| 13    | POR   | Aarón Cruz        |     |
| 12    | DEF   | Ricardo Blanco    |     |
| 52    | DEF   | Aubrey David      |     |
| 8     | DEF   | David Guzmán      |     |
| 34    | DEF   | Walter Cortés     |     |
| 11    | MED   | Michael Barrantes | 78' |
| 20    | MED   | Mariano Torres    | 90' |
| 2     | MED   | Christian Bolaños | 90' |
| 80    | DEL   | Jimmy Marín       |     |
| 26    | DEL   | Daniel Colindres  | 65' |
| 14    | DEL   | Ariel Rodríguez   | 65' |
| D. T. | D. T. | Mauricio Wright   |     |

| 14 | MED | Berny Burke       | 45' |
| 21 | DEL | Anthony Contreras | 58' |
| 12 | MED | Randall Azofeifa  | 65' |
| 26 | DEL | Bryan Rojas       | 65' |
| 99 | DEF | Keyner Brown      | 80' |

| 29 | DEF | Luis Hernández    | 65' |
| 24 | DEL | Orlando Sinclair  | 65' |
| 5  | DEF | Esteban Espíndola | 78' |
| 39 | DEF | Jordy Evans       | 90' |
| 10 | MED | Marvin Angulo     | 90' |

| 13' | Ariel Rodríguez | 0:1 |

| 45' · 74' · 80' · 86' | Jefferson Brenes Aarón Salazar Anthony Contreras Ariel Soto |

| 40' · 72' · 74' | Daniel Colindres Aarón Cruz David Guzmán |

| Principal  | Adrián Chinchilla |
| Asistentes | Carlos Fernández  |
|            | Luis Granados     |
| Cuarto     | David Gómez       |

| 16    | POR   | Minor Álvarez          |     |
| 19    | DEF   | Yael López             | 80' |
| 2     | DEF   | Aarón Salazar          |     |
| 34    | DEF   | Ariel Soto             |     |
| 37    | DEF   | Keysher Fuller         | 58' |
| 5     | MED   | Óscar Esteban Granados | 65' |
| 22    | MED   | Jefferson Brenes       | 45' |
| 11    | MED   | Suhander Zúñiga        |     |
| 28    | MED   | Gerson Torres          |     |
| 7     | DEL   | Yendrick Ruiz          | 65' |
| 23    | DEL   | Francisco Rodríguez    |     |
| D. T. | D. T. | Luis Marín             |     |

| 13    | POR   | Aarón Cruz        |     |
| 12    | DEF   | Ricardo Blanco    |     |
| 52    | DEF   | Aubrey David      |     |
| 8     | DEF   | David Guzmán      |     |
| 34    | DEF   | Walter Cortés     |     |
| 11    | MED   | Michael Barrantes | 78' |
| 20    | MED   | Mariano Torres    | 90' |
| 2     | MED   | Christian Bolaños | 90' |
| 80    | DEL   | Jimmy Marín       |     |
| 26    | DEL   | Daniel Colindres  | 65' |
| 14    | DEL   | Ariel Rodríguez   | 65' |
| D. T. | D. T. | Mauricio Wright   |     |

| 14 | MED | Berny Burke       | 45' |
| 21 | DEL | Anthony Contreras | 58' |
| 12 | MED | Randall Azofeifa  | 65' |
| 26 | DEL | Bryan Rojas       | 65' |
| 99 | DEF | Keyner Brown      | 80' |

| 29 | DEF | Luis Hernández    | 65' |
| 24 | DEL | Orlando Sinclair  | 65' |
| 5  | DEF | Esteban Espíndola | 78' |
| 39 | DEF | Jordy Evans       | 90' |
| 10 | MED | Marvin Angulo     | 90' |

| 13' | Ariel Rodríguez | 0:1 |

| 45' · 74' · 80' · 86' | Jefferson Brenes Aarón Salazar Anthony Contreras Ariel Soto |

| 40' · 72' · 74' | Daniel Colindres Aarón Cruz David Guzmán |

| Principal  | Adrián Chinchilla |
| Asistentes | Carlos Fernández  |
|            | Luis Granados     |
| Cuarto     | David Gómez       |

| 16    | POR   | Minor Álvarez          |     |
| 19    | DEF   | Yael López             | 80' |
| 2     | DEF   | Aarón Salazar          |     |
| 34    | DEF   | Ariel Soto             |     |
| 37    | DEF   | Keysher Fuller         | 58' |
| 5     | MED   | Óscar Esteban Granados | 65' |
| 22    | MED   | Jefferson Brenes       | 45' |
| 11    | MED   | Suhander Zúñiga        |     |
| 28    | MED   | Gerson Torres          |     |
| 7     | DEL   | Yendrick Ruiz          | 65' |
| 23    | DEL   | Francisco Rodríguez    |     |
| D. T. | D. T. | Luis Marín             |     |

| 13    | POR   | Aarón Cruz        |     |
| 12    | DEF   | Ricardo Blanco    |     |
| 52    | DEF   | Aubrey David      |     |
| 8     | DEF   | David Guzmán      |     |
| 34    | DEF   | Walter Cortés     |     |
| 11    | MED   | Michael Barrantes | 78' |
| 20    | MED   | Mariano Torres    | 90' |
| 2     | MED   | Christian Bolaños | 90' |
| 80    | DEL   | Jimmy Marín       |     |
| 26    | DEL   | Daniel Colindres  | 65' |
| 14    | DEL   | Ariel Rodríguez   | 65' |
| D. T. | D. T. | Mauricio Wright   |     |

| 14 | MED | Berny Burke       | 45' |
| 21 | DEL | Anthony Contreras | 58' |
| 12 | MED | Randall Azofeifa  | 65' |
| 26 | DEL | Bryan Rojas       | 65' |
| 99 | DEF | Keyner Brown      | 80' |

| 29 | DEF | Luis Hernández    | 65' |
| 24 | DEL | Orlando Sinclair  | 65' |
| 5  | DEF | Esteban Espíndola | 78' |
| 39 | DEF | Jordy Evans       | 90' |
| 10 | MED | Marvin Angulo     | 90' |

| 13' | Ariel Rodríguez | 0:1 |

| 45' · 74' · 80' · 86' | Jefferson Brenes Aarón Salazar Anthony Contreras Ariel Soto |

| 40' · 72' · 74' | Daniel Colindres Aarón Cruz David Guzmán |

| Principal  | Adrián Chinchilla |
| Asistentes | Carlos Fernández  |
|            | Luis Granados     |
| Cuarto     | David Gómez       |

| 16    | POR   | Minor Álvarez          |     |
| 19    | DEF   | Yael López             | 80' |
| 2     | DEF   | Aarón Salazar          |     |
| 34    | DEF   | Ariel Soto             |     |
| 37    | DEF   | Keysher Fuller         | 58' |
| 5     | MED   | Óscar Esteban Granados | 65' |
| 22    | MED   | Jefferson Brenes       | 45' |
| 11    | MED   | Suhander Zúñiga        |     |
| 28    | MED   | Gerson Torres          |     |
| 7     | DEL   | Yendrick Ruiz          | 65' |
| 23    | DEL   | Francisco Rodríguez    |     |
| D. T. | D. T. | Luis Marín             |     |

| 13    | POR   | Aarón Cruz        |     |
| 12    | DEF   | Ricardo Blanco    |     |
| 52    | DEF   | Aubrey David      |     |
| 8     | DEF   | David Guzmán      |     |
| 34    | DEF   | Walter Cortés     |     |
| 11    | MED   | Michael Barrantes | 78' |
| 20    | MED   | Mariano Torres    | 90' |
| 2     | MED   | Christian Bolaños | 90' |
| 80    | DEL   | Jimmy Marín       |     |
| 26    | DEL   | Daniel Colindres  | 65' |
| 14    | DEL   | Ariel Rodríguez   | 65' |
| D. T. | D. T. | Mauricio Wright   |     |

| 14 | MED | Berny Burke       | 45' |
| 21 | DEL | Anthony Contreras | 58' |
| 12 | MED | Randall Azofeifa  | 65' |
| 26 | DEL | Bryan Rojas       | 65' |
| 99 | DEF | Keyner Brown      | 80' |

| 29 | DEF | Luis Hernández    | 65' |
| 24 | DEL | Orlando Sinclair  | 65' |
| 5  | DEF | Esteban Espíndola | 78' |
| 39 | DEF | Jordy Evans       | 90' |
| 10 | MED | Marvin Angulo     | 90' |

| 13' | Ariel Rodríguez | 0:1 |

| 45' · 74' · 80' · 86' | Jefferson Brenes Aarón Salazar Anthony Contreras Ariel Soto |

| 40' · 72' · 74' | Daniel Colindres Aarón Cruz David Guzmán |

| Principal  | Adrián Chinchilla |
| Asistentes | Carlos Fernández  |
|            | Luis Granados     |
| Cuarto     | David Gómez       |

|                            |
| Campeón Deportivo Saprissa |
| 36.to título               |

## Estadísticas

### Máximos goleadores
Lista con los máximos goleadores de la competencia.
Datos actualizados a 26 de mayo de 2021 y según página oficial.
| Núm. | Pos.           | Jugador                | Equipo             | Goles |
| ---- | -------------- | ---------------------- | ------------------ | ----- |
| 1.º  | Delantero      | Javon East             | Santos de Guápiles | 13    |
| 1.º  | Delantero      | Johan Venegas          | L. D. Alajuelense  | 13    |
| 3.º  | Delantero      | Marcel Hernández       | L. D. Alajuelense  | 11    |
| 4.º  | Delantero      | Álvaro Saborío         | A. D. San Carlos   | 9     |
| 5.º  | Centrocampista | Christian Bolaños      | Deportivo Saprissa | 8     |
| 5.º  | Delantero      | Jurgens Montenegro     | L. D. Alajuelense  | 8     |
| 7.º  | Centrocampista | Alonso Martínez        | L. D. Alajuelense  | 7     |
| 7.º  | Delantero      | Kenny Cunningham       | Santos de Guápiles | 7     |
| 7.º  | Delantero      | Yendrick Ruiz          | C. S. Herediano    | 7     |
| 9.º  | Delantero      | Ariel Rodríguez        | Deportivo Saprissa | 6     |
| 9.º  | Delantero      | Daniel Colindres       | Deportivo Saprissa | 6     |
| 9.º  | Delantero      | Frank Zamora           | Guadalupe F. C.    | 6     |
| 9.º  | Centrocampista | Gabriel Leiva          | Pérez Zeledón      | 6     |
| 9.º  | Delantero      | John Vizcaíno          | Limón F.C.         | 6     |
| 9.º  | Centrocampista | José Vargas            | Municipal Grecia   | 6     |
| 9.º  | Delantero      | Kennedy Rocha          | A. D. R. Jicaral   | 6     |
| 9.º  | Centrocampista | Luis Stewart Pérez     | Pérez Zeledón      | 6     |
| 9.º  | Delantero      | Roger Rojas            | C. S. Cartaginés   | 6     |
| 17.º | Centrocampista | Alexander Espinoza     | Limón F.C.         | 5     |
| 17.º | Delantero      | Carlos Villegas        | Limón F.C.         | 5     |
| 17.º | Delantero      | Francisco Rodríguez    | C. S. Herediano    | 5     |
| 17.º | Delantero      | Gerson Torres          | C. S. Herediano    | 5     |
| 17.º | Delantero      | Jimmy Marín            | Deportivo Saprissa | 5     |
| 17.º | Delantero      | Jossimar Pemberton     | Guadalupe F. C.    | 5     |
| 17.º | Centrocampista | Royner Rojas           | Guadalupe F. C.    | 5     |
| 26.º | Delantero      | Byron Bonilla          | C. S. Cartaginés   | 4     |
| 26.º | Centrocampista | Osvaldo Rodríguez      | Santos de Guápiles | 4     |
| 26.º | Delantero      | Starling Matarrita     | Pérez Zeledón      | 4     |
| 29.º | Defensa        | Aarón Salazar          | C. S. Herediano    | 3     |
| 29.º | Centrocampista | Alexander López        | L. D. Alajuelense  | 3     |
| 29.º | Delantero      | Andy Reyes             | C. S. Cartaginés   | 3     |
| 29.º | Delantero      | Anthony Contreras      | C. S. Herediano    | 3     |
| 29.º | Delantero      | Bryan Rojas            | C. S. Herediano    | 3     |
| 29.º | Centrocampista | Bryan Ruiz             | L. D. Alajuelense  | 3     |
| 29.º | Delantero      | Carlos Small           | Municipal Grecia   | 3     |
| 29.º | Delantero      | Cristhian Lagos        | Sporting F. C.     | 3     |
| 29.º | Defensa        | Esteban Espíndola      | Deportivo Saprissa | 3     |
| 29.º | Delantero      | Harry Rojas            | Municipal Grecia   | 3     |
| 29.º | Delantero      | John Jairo Ruiz        | C. S. Herediano    | 3     |
| 29.º | Delantero      | Joshua Parra           | A. D. R. Jicaral   | 3     |
| 29.º | Delantero      | Jossimar Méndez        | Santos de Guápiles | 3     |
| 29.º | Defensa        | Kendall Waston         | Deportivo Saprissa | 3     |
| 29.º | Delantero      | Luis Paradela          | Santos de Guápiles | 3     |
| 29.º | Delantero      | Yuaycell Wright        | Limón F.C.         | 3     |
| 44.º | Centrocampista | Aarón Suárez           | L. D. Alajuelense  | 2     |
| 44.º | Defensa        | Ariel Soto             | C. S. Herediano    | 2     |
| 44.º | Defensa        | Aubrey David           | Deportivo Saprissa | 2     |
| 44.º | Delantero      | Bryan López            | Santos de Guápiles | 2     |
| 44.º | Delantero      | Bryan Vega             | Sporting F. C.     | 2     |
| 44.º | Centrocampista | Cristopher Núñez       | C. S. Cartaginés   | 2     |
| 44.º | Defensa        | Daniel Arreola         | L. D. Alajuelense  | 2     |
| 44.º | Defensa        | Darío Delgado          | Guadalupe F. C.    | 2     |
| 44.º | Centrocampista | David Guzmán           | Deportivo Saprissa | 2     |
| 44.º | Delantero      | David Ramírez          | C. S. Cartaginés   | 2     |
| 44.º | Defensa        | Douglas López          | Santos de Guápiles | 2     |
| 44.º | Centrocampista | Eduardo Juárez         | Guadalupe F. C.    | 2     |
| 44.º | Centrocampista | Esteban Cano           | A. D. R. Jicaral   | 2     |
| 44.º | Centrocampista | Esteban Ramírez        | Sporting F. C.     | 2     |
| 44.º | Centrocampista | Fabrizio Ramírez       | C. S. Herediano    | 2     |
| 44.º | Centrocampista | Jason Prendas          | A. D. R. Jicaral   | 2     |
| 44.º | Defensa        | Joaquín Aguirre        | Sporting F. C.     | 2     |
| 44.º | Delantero      | Jonathan Hansen        | Sporting F. C.     | 2     |
| 44.º | Delantero      | Jorge Alejandro Castro | Municipal Grecia   | 2     |
| 44.º | Centrocampista | José Carlos Pérez      | A. D. R. Jicaral   | 2     |
| 44.º | Delantero      | Jostin Daly            | Sporting F. C.     | 2     |
| 44.º | Defensa        | Kevin Fajardo          | A. D. R. Jicaral   | 2     |
| 44.º | Centrocampista | Luis Alejandro Pérez   | Limón F.C.         | 2     |
| 44.º | Delantero      | Marco Mena             | A. D. San Carlos   | 2     |
| 44.º | Delantero      | Orlando Sinclair       | Deportivo Saprissa | 2     |
| 44.º | Delantero      | Rachid Chirino         | A. D. San Carlos   | 2     |
| 44.º | Defensa        | René Miranda           | Guadalupe F. C.    | 2     |
| 44.º | Centrocampista | Suhander Zúñiga        | C. S. Herediano    | 2     |
| 72.º | Centrocampista | Alberth Villalobos     | Municipal Grecia   | 1     |
| 72.º | Defensa        | Alexis Gamboa          | L. D. Alajuelense  | 1     |
| 72.º | Centrocampista | Álvaro Aguilar         | A. D. San Carlos   | 1     |
| 72.º | Delantero      | Andrey Francis         | Limón F.C.         | 1     |
| 72.º | Centrocampista | Anthony López          | Municipal Grecia   | 1     |
| 72.º | Delantero      | Barlon Sequeira        | L. D. Alajuelense  | 1     |
| 72.º | Centrocampista | Brandon Aguilera       | L. D. Alajuelense  | 1     |
| 72.º | Delantero      | Carlos Mora            | L. D. Alajuelense  | 1     |
| 72.º | Defensa        | Daniel Chacón          | C. S. Cartaginés   | 1     |
| 72.º | Defensa        | Denilson Mason         | Santos de Guápiles | 1     |
| 72.º | Centrocampista | Dennis Castillo        | Sporting F. C.     | 1     |
| 72.º | Centrocampista | Diego Madrigal         | Sporting F. C.     | 1     |
| 72.º | Defensa        | Edder Monguío          | Sporting F. C.     | 1     |
| 72.º | Centrocampista | Elián Morales          | Sporting F. C.     | 1     |
| 72.º | Defensa        | Jason Ingram           | Santos de Guápiles | 1     |
| 72.º | Centrocampista | Jaylon Hadden          | Sporting F. C.     | 1     |
| 72.º | Centrocampista | Jean Carlos Sánchez    | Municipal Grecia   | 1     |
| 72.º | Defensa        | Jefferson Brenes       | C. S. Herediano    | 1     |
| 72.º | Delantero      | Jeiner Ballestero      | Deportivo Saprissa | 1     |
| 72.º | Centrocampista | Jeikel Venegas         | C. S. Cartaginés   | 1     |
| 72.º | Centrocampista | Jorkaeff Azofeifa      | Limón F.C.         | 1     |
| 72.º | Centrocampista | José David Sánchez     | A. D. San Carlos   | 1     |
| 72.º | Centrocampista | José Mora              | A. D. San Carlos   | 1     |
| 72.º | Centrocampista | José Luis Cordero      | Guadalupe F. C.    | 1     |
| 72.º | Centrocampista | José Sosa              | C. S. Cartaginés   | 1     |
| 72.º | Defensa        | Juan Luis Pérez        | A. D. San Carlos   | 1     |
| 72.º | Defensa        | Keilor Soto            | A. D. San Carlos   | 1     |
| 72.º | Delantero      | Kenneth Vargas         | Municipal Grecia   | 1     |
| 72.º | Defensa        | Kenner Gutiérrez       | C. S. Cartaginés   | 1     |
| 72.º | Delantero      | Keven Alemán           | Guadalupe F. C.    | 1     |
| 72.º | Defensa        | Lautaro Ayala          | Guadalupe F. C.    | 1     |
| 72.º | Defensa        | Marcos Meneses         | Guadalupe F. C.    | 1     |
| 72.º | Centrocampista | Mariano Torres         | Deportivo Saprissa | 1     |
| 72.º | Centrocampista | Mauricio Montero       | C. S. Cartaginés   | 1     |
| 72.º | Centrocampista | Michael Barrantes      | Deportivo Saprissa | 1     |
| 72.º | Delantero      | Mynor Escoe            | Limón F.C.         | 1     |
| 72.º | Delantero      | Nicolás Azofeifa       | Guadalupe F. C.    | 1     |
| 72.º | Centrocampista | Omar López             | A. D. R. Jicaral   | 1     |
| 72.º | Defensa        | Orlando Galo           | C. S. Herediano    | 1     |
| 72.º | Delantero      | Pablo Herrera          | Municipal Grecia   | 1     |
| 72.º | Delantero      | Roan Wilson            | Limón F.C.         | 1     |
| 72.º | Centrocampista | Roberto Córdoba        | A. D. San Carlos   | 1     |
| 72.º | Centrocampista | Rodrigo Garita         | A. D. R. Jicaral   | 1     |
| 72.º | Defensa        | Román Torres           | C. S. Cartaginés   | 1     |
| 72.º | Defensa        | Roy Miller             | Santos de Guápiles | 1     |
| 72.º | Centrocampista | Víctor Murillo         | Guadalupe F. C.    | 1     |
| 72.º | Centrocampista | Wílmer Azofeifa        | A. D. San Carlos   | 1     |
| 72.º | Centrocampista | Yael López             | C. S. Herediano    | 1     |
| 72.º | Defensa        | Yostin Salinas         | Sporting F. C.     | 1     |

### Tripletes o más
| Fecha         | Jugador          | Goles         | Local         |                                                     | Resultado |                                                     | Visitante   | Jornada |
| ------------- | ---------------- | ------------- | ------------- | --------------------------------------------------- | --------- | --------------------------------------------------- | ----------- | ------- |
| 28 de febrero | Marcel Hernández | 29', 30', 85' | Alajuelense   | Archivo:Escudo de la Liga Deportiva Alajuelense.svg | 3 – 0     |                                                     | Sporting    | 10      |
| 6 de marzo    | Frank Zamora     | 40', 76', 89' | Limón F.C.    | Archivo:Escudo de Limón Fútbol Club.svg             | 1 – 7     |                                                     | Guadalupe   | 12      |
| 6 de marzo    | Marcel Hernández | 71', 88', 90' | Pérez Zeledón |                                                     | 1 – 5     | Archivo:Escudo de la Liga Deportiva Alajuelense.svg | Alajuelense | 12      |

### Autogoles
| Fecha         | Jugador           | Minuto | Local         |                                                     | Resultado |                                                     | Visitante     | Jornada                                                                                             |
| ------------- | ----------------- | ------ | ------------- | --------------------------------------------------- | --------- | --------------------------------------------------- | ------------- | --------------------------------------------------------------------------------------------------- |
| 21 de enero   | Yuaycell Wright   | 69'    | Jicaral       | Archivo:Escudo de Jicaral Sercoba.svg               | 2 – 0     | Archivo:Escudo de Limón Fútbol Club.svg             | Limón         | 3 (enlace roto disponible en Internet Archive; véase el historial, la primera versión y la última). |
| 23 de enero   | Luis Flores       | 83'    | Sporting      |                                                     | 0 – 1     |                                                     | Santos        | 4 (enlace roto disponible en Internet Archive; véase el historial, la primera versión y la última). |
| 7 de febrero  | Esteban Espíndola | 48'    | Alajuelense   | Archivo:Escudo de la Liga Deportiva Alajuelense.svg | 3 – 1     |                                                     | Saprissa      | 7 Archivado el 1 de febrero de 2021 en Wayback Machine.                                             |
| 20 de febrero | Daniel Villegas   | 31'    | Pérez Zeledón |                                                     | 1 – 1     | Archivo:Escudo San Carlos 2018.svg                  | San Carlos    | 9 Archivado el 31 de enero de 2021 en Wayback Machine.                                              |
| 21 de febrero | Marcos Meneses    | 69'    | Guadalupe     |                                                     | 1 – 1     | Archivo:Escudo del Municipal Grecia.svg             | Grecia        | 9 Archivado el 31 de enero de 2021 en Wayback Machine.                                              |
| 27 de febrero | Jason Prendas     | 65'    | Jicaral       | Archivo:Escudo de Jicaral Sercoba.svg               | 3 – 2     |                                                     | Guadalupe     | 10 Archivado el 29 de enero de 2021 en Wayback Machine.                                             |
| 7 de marzo    | Kendall Waston    | 63'    | Saprissa      |                                                     | 1 – 2     | Archivo:Escudo del Municipal Grecia.svg             | Grecia        | 12 Archivado el 1 de febrero de 2021 en Wayback Machine.                                            |
| 30 de marzo   | Aarón Salazar     | 90+6'  | Herediano     |                                                     | 2 – 2     | Archivo:Escudo de Jicaral Sercoba.svg               | Jicaral       | 15 Archivado el 31 de enero de 2021 en Wayback Machine.                                             |
| 10 de abril   | René Miranda      | 37'    | Guadalupe     |                                                     | 2 – 2     |                                                     | Herediano     | 17 Archivado el 30 de enero de 2021 en Wayback Machine.                                             |
| 17 de abril   | Jemark Hernández  | 17'    | Pérez Zeledón |                                                     | 3 – 2     | Archivo:Escudo de Limón Fútbol Club.svg             | Limón         | 18 Archivado el 1 de febrero de 2021 en Wayback Machine.                                            |
| 17 de abril   | Román Torres      | 53'    | Herediano     |                                                     | 1 – 2     |                                                     | Cartaginés    | 18 Archivado el 31 de enero de 2021 en Wayback Machine.                                             |
| 21 de abril   | Reiby Smith       | 27'    | Guadalupe     |                                                     | 0 – 1     |                                                     | Pérez Zeledón | 19 Archivado el 29 de enero de 2021 en Wayback Machine.                                             |
| 13 de mayo    | Heyreel Saravia   | 86'    | Jicaral       | Archivo:Escudo de Jicaral Sercoba.svg               | 1 – 0     |                                                     | Cartaginés    | 22 Archivado el 30 de enero de 2021 en Wayback Machine.                                             |
| 16 de mayo    | Yurguin Román     | 6'     | Saprissa      |                                                     | 4 – 3     | Archivo:Escudo de la Liga Deportiva Alajuelense.svg | Alajuelense   | Semifinal ida Archivado el 22 de mayo de 2021 en Wayback Machine.                                   |